# ペルソナ5
『ペルソナ5』（ペルソナファイブ、PERSONA 5）は、アトラスより2016年9月15日に発売されたPlayStation 3 / PlayStation 4用ゲームソフト。

## 概要
同社の「ペルソナシリーズ」のナンバリング第5作目。略称は「P5」。
主人公たちは怪盗であり、従来の「ジュブナイル」と「ピカレスク・ロマン」を合成した『ピカレスク・ジュブナイル』を扱った作品である。
PlayStation 2用として制作された前作『ペルソナ4』では、キャラクターモデルは4頭身にディフォルメされたものだったが、本作ではハード性能の向上により、副島成記のイラストに近いリアル頭身のモデリングキャラクターを操作できるようになった。
制作発表された当初は2014年冬の発売を予定していたが、2015年第4四半期に延期となり、ハードもPlayStation 3とアトラスでは初となるPlayStation 4の2機種に対応することが発表された。その後、2015年の東京ゲームショウにて、親会社であるセガゲームスブース内で行われたニコニコ生放送の中で再度の発売延期がアナウンスされ、2016年9月15日の発売となった。
2016年9月30日で日本国内出荷本数は55万本を突破し、新たなコスチュームも配信された。
2019年10月31日にPlayStation 4用ソフトとして要素を追加した完全版『ペルソナ5 ザ・ロイヤル』（ペルソナファイブ ザ・ロイヤル、PERSONA 5 THE ROYAL）が発売された。略称は「P5R」。
また、2020年2月20日にNintendo Switch・PlayStation 4用ソフトとして、本作の半年後の後日談を描く『ペルソナ5 スクランブル ザ ファントム ストライカーズ』が発売された。略称は「P5S」。
2022年6月13日に開催された「Xbox & Bethesda Games Showcase 2022」にて「P5Rリマスター版」をXbox One・Xbox Series X/S・Windows用ソフトとして2022年10月21日に発売すると発表、その後にPlayStation 5・Steam・Nintendo Switch版も同日発売であることがアナウンスされた。。
さらに、2023年11月17日にXbox One・Xbox Series X/S・Windows・PlayStation 4・PlayStation 5・Steam・Nintendo Switch用ソフトとして、本作の『P5S』の半年前の前日談を描く『ペルソナ5 タクティカ』が発売となった。略称「P5T」。

## システム
基本的には『ペルソナ3』、『ペルソナ4』のシステムを踏襲しているが、本作で初めて登場するシステムもある。本項目では今作からの変更点を中心に紹介する。

### 日常
プレイヤーは高校生として学校に通うことになり、現実の日常と同様の生活をすることになる。
移動
フィールド間は電車で移動する設定上、それを反映したシステムとなっている。路線図から地名を選択し、可能であれば目的地までショートカットすることができる。定期券の利用区間外の駅へ行き来する場合はそれぞれ運賃が必要になる。
SNS
基本的にメインシナリオやコープイベント以外の会話及びコープの誘いはSNSの文字会話で表現される。日常パートの自由行動中であればいつでも内容を確認でき、コープの誘いに乗れるタイミングであれば目的地までのショートカットも可能である。
主人公のパラメーター
「知識」「度胸」「器用さ」「優しさ」「魅力」の5つ。後述のコープ開放などイベントの進行に一定以上のパラメーターが要求される場面もある。後述の読書、施設の利用やアルバイト、イベント等を通じて高めることができる。
天気
前作同様、日付によって固定。晴れ、雨、曇りの他にゲリラ豪雨や花粉注意報などの特殊な天候が増えている。パラメーターの上がり方やメメントスでのシャドウの状態に変化が現れる。
コープ活動
cooperation（協力者）の略称。前作までのコミュニティに相当する。特殊な技能・権限を持つ人々と協力関係を結び、友好度（コープランク）を上げることで、ペルソナ合体時にボーナスを得ることができるほか、日常活動や探索、戦闘に便利な「コープアビリティ」を取得できるようになる。前作までの「コミュニティ」は単純に身近と仲のいい相手と友情や交流を深める形だったのに対し、こちらは相手に協力する代わりに見返りをもらうという取引の形となっている。
潜入道具の作成
潜入道具とは、鍵のかかった宝箱を開けるためのキーピックや敵を欺くための煙幕など、異世界で活用できる消費アイテムのことである。自室の作業テーブルで潜入道具の作成が行える。作成に必要な素材はシャドウ討伐時のドロップや店などで入手する。
読書
前作同様、読書をすることで主人公のパラメーターを上昇させることが出来る。本によってはコープ活動やミニゲームが出来る移動先を増やしたり、特定の施設でボーナスを得る事ができる。自由行動時にできるほか、学校での自習時間中や通学中にもできる。
洗濯
ダンジョンで拾った「すすけた防具」は四軒茶屋にあるコインランドリーの洗濯機で洗うことで別の防具へ変化させることができる。手に入る防具は選択した防具に対応した二つの防具のうちどちらかが手に入る。防具は「〇〇〇」と「古い〇〇〇」の二種類があり「〇〇〇」の方が性能が高い。
ルブランのコーヒーとカレー
喫茶店の設備を使い主人公が入れたコーヒーは消費アイテムとなり、SPを回復する効果がある。ゲームを進めると全体のSPが回復するカレーも作成できるようになる。作成には夜の時間を使用する。
家事代行サービス
ある人物に「潜入道具の作成」「洗濯」「コーヒー・カレー作成」の代行を依頼でき、夜の時間を消費せずに他のことができるようになる。利用料に5000円かかるが、コープを進めると無料になる。
野菜栽培
今作でも野菜の栽培や入手を行う事ができ、使用する事でSPを回復する効果がある。野菜の栽培には特定の日数がかかる。
クロスワード
特定の日にルブランのテーブルを調べると、夜の時間を消費してクロスワードパズルに挑戦できる。クリアすると知識が上昇する。似たようなものとして、テレビ番組でクイズがやっている場合、それに正解することで同じく知識が上昇するが、こちらの場合は時間が経過しない。
スキルカードの複製
今作でもスキルカードの複製が可能。担当は怪盗団メンバーでもある祐介。街の中にいる祐介に複製したいスキルカードとブランクカードを渡すことで依頼する。複製に必要な日数はゲーム内１日と短縮されているが祐介が街の中にいる間にしか依頼、受取ができない。今作でもコープランクを一定以上満たしていない場合、上位スキルの複製に制限がかかる。
アルバイト
渋谷駅地下にある求人雑誌スタンドよりアルバイトを申し込むことができる。条件を満たし採用されれば、お金を稼ぐとともに主人公のパラメータアップが見込める。
釣り
本を読むことで知ることの出来る釣り堀では、釣りのミニゲームを楽しむことが出来る。
バッティングセンター
四軒茶屋にはバッティングセンターがあり、ミニゲームを遊ぶことが出来る。能力がアップしたり、パーフェクト達成でアイテムがもらえる。
懺悔室
神田の教会にある懺悔室で、仲間がレベルアップの際に忘れたスキルを思い出させることが可能。時間を消費することで、現在のスキルと忘れたスキルを好きなだけ交換できる。
通信販売
日曜日に放送されるテレビショッピングを見ると、その日だけ購入可能な商品が紹介される。また、中古パソコンを修理するイベントをこなすとネット通販サイト「闇ネットたなか」が利用できるようになる。
難易度
ゲーム開始時に「SAFETY」「EASY」「NORMAL」「HARD」の4段階から選択でき、ゲーム中でもコンフィグ画面から自由に変更可能(最初に「SAFETY」を選んだ場合を除く)。更に、無料DLCの導入によって、最難度の「CHALLENGE」が追加される。難易度によって戦闘でのダメージ量や獲得経験値・金額の割合が変化するほか、「SAFETY」のみ戦闘で全滅した際にその場で復活可能、また「CHALLENGE」では全滅時のリトライ不可、敵味方ともにクリティカル・ウィーク・テクニカル時のダメージが3倍、ペルソナ強化(絞首刑)での獲得経験値が1/3になるといった特殊な仕様も存在する。
マイパレス
『P5R』にて登場。ゲーム中のイベントシーンおよびアニメ、BGMやイラストを鑑賞できたり、認知存在の仲間たちと話すことなどもできる。
DLC
上記の新規難易度「CHALLENGE」のほか、コスチュームやBGM、ペルソナなどを追加するダウンロードコンテンツが配信されている(一部無料)。『P5R』では更なるアイテムやチャレンジバトルも追加されたが、『P5』と同一内容のものでもデータに互換性はなく、有料のものは改めて購入する必要がある。なお、後に発売された『リマスター版』では、40以上のDLCが最初からゲーム本体に収録されている。

### 戦闘
ステルスの重要性と警戒度
今作では「敵に見つかる」事のリスクが重く設定されている。パレス内でシャドウに発見されると警戒度が上がり、上限に達する（100%になる）と強制的にパレスから退出させられる。これを回避するためにはカバーアクションを利用して、シャドウに発見されることなくバトルに突入し勝利したり、アイテムを使用して警戒度を下げる必要がある。
ワイヤーアクション
『P5R』にて登場。パレスのダンジョン内ではワイヤーを使って移動できる場所があり、隠された道や宝箱を発見できる。ワイヤーアクションが可能なポイントでは主人公（ジョーカー）の左手が発光し、L1ボタンでワイヤーを射出できる。
カバーアクション
物陰などに張り付くことでシャドウから発見されなくなる。この状態からシャドウにアタックすることで「チャンスエンカウント」になり、バトルを有利に開始することができる。
セーフルーム
パレスやメメントスでは特定の場所や部屋が「セーフルーム（安全地帯）」に設定されており、セーブが行えるようになっている。またエントランスや解放済みのセーフルームはマップ画面から自由にショートカットも可能。回復剤による全体回復もできる。前作同様アイテム「カエレール」によるエントランスへの脱出も可能だが、入手経路が減っており、宝箱・交渉・潜入道具としての作成のみ。
ダイレクトコマンド
左右キーで攻撃目標を選んだ後、ワンボタンでコマンドが実行できる。例えば「○ボタン＝近接武器で攻撃」「×ボタン＝防御」「△ボタン＝ペルソナ召喚」「□ボタン＝アイテムの使用」等である。また、R1ボタンを押すと判明している中から最も効率の良い弱点攻撃を選んでくれるアシスト機能がある。
バトンタッチ
『ペルソナ3』より導入されている「1MORE」からの発展系。主人公たちの行動で1MOREが発生した時、L2ボタンで、条件を満たした他の仲間に行動を託すことができる。
1MOREしたキャラクターのターンがバトンタッチしたメンバーへ引き継がれ、また攻撃力と回復力が上昇する。さらに1MOREを発生させバトンタッチでつなげることで１ターンで最大４人まで行動でき、更にそこから総攻撃へ発展させることもできる。
『P5R』では、バトンタッチにランクが発生し、ランクアップするごとに効果が付与される。
遠隔攻撃
パーティメンバーはそれぞれ、通常攻撃する近接武器とは別に銃やパチンコなどの射撃武器を持ち、全員が射撃攻撃を行えるようになっている。遠隔武器の種類はキャラクターごとに異なり、対象・同時攻撃数・弾数・攻撃内容・威力などが異なる。一度の射撃で残弾全てを撃ち込むことが可能。無印では予備弾倉は1セット分しかなく、撃ち切ると潜入道具を使用するか現実へ帰還するまで回復しないが、『P5R』からは戦闘終了後再リロードされるため、潜入道具の使用や帰還する必要が無くなった。また、一定弾数を消費する事で強制ダウンを発生させることもできる。
属性の増加
過去作に登場した「銃撃」「核熱（フレイ）」「念動（サイ）」系が復活。「銃撃」属性はペルソナのスキルや、遠隔武器に付与されている。「核熱（フレイ）」「念動（サイ）」系はそれぞれ対応した状態異常時に使用するとテクニカル判定となり、ダメージ倍率が上昇する。また光・闇属性は祝福・呪怨属性と改称され、ダメージ魔法の「コウハ」「エイハ」系も復活した（従来の即死魔法であるハマ・ムドも存在する）。
HOLD UP
全てのシャドウを弱点を付くなどしてダウンさせると「HOLD UP」が発生する。このとき総攻撃、もしくはシャドウとの会話を行うことができる。なお、感電・凍結・睡眠状態の敵に攻撃した場合はクリティカルではなく「テクニカル」となり、ダメージは大幅に増加するがダウンの発生はしなくなった。
総攻撃
ダウン中や戦闘不能状態でないパーティメンバーで、敵全体を万能属性で攻撃する。本作では総攻撃でシャドウを全滅させると、発動させた（HOLD UPのきっかけとなった）キャラクターによるカットインが入る。
シャドウとの会話
『ペルソナ2』以来となる会話が復活。HOLD UPした状態で会話交渉を行うとシャドウをペルソナとして入手したりアイテムや金銭の要求ができる。一度ペルソナとして獲得すると、以降は任意に会話をスキップして要求を通すことができる。会話の選択肢が表示されている状態では、強制的に会話を打ち切って総攻撃を実行することも可能。
シャドウの性格は「陽気」「弱気」「短気」「陰気」の4つに分かれており、性格に合わせた受け答えをすることで好印象を与えられ、要求が通りやすくなる。
悪印象を与えると、強制的に敵のターンから戦闘が再開されることもある。
SHOW TIME
『P5R』から追加された要素。特定のコンビで合体攻撃を繰り出す。コスト無しで敵一体に耐性無視の大ダメージを与える。また、発動によるデメリットなども存在しない。ストーリーが進むにつれ新たなコンビによるSHOW TIMEが解禁されていく。原則、確率により発動可能になるが、『敵から大ダメージを受けた』『味方が戦闘不能状態（HP0）になった』『バトンタッチを受けた』などの特定条件により、発動確率が大幅に上昇する。また、コンビは片方が控えメンバーでも発動可能。
コープアビリティ
日常パートで各コープイベントを進めておくと、戦闘中のメンバー入れ替えや、会話を便利にするスキルなど様々な効果を得られる。
バトル中の別行動（派遣）
イベント戦闘の中には戦闘に参加しているパーティーの中から別行動（派遣）を行う仲間を選ぶイベントが発生するものがある。仲間を選択後、欠員は補充されず、キャラクターが一時的に戦闘から離脱し、一人いない状態で戦闘が継続される。一定条件を満たせば派遣した仲間が戦闘を有利な状況にしてくれる。人員の選択を間違ったり、条件を満たせないと失敗してしまう場合もある。
メンバーが人質にとられる
通常戦闘時にパーティメンバーがダウンすると、人質にとられる場合がある。シャドウの要求を呑んだり、ネットワークを使った「救援要請」を行うことで人質を解放できる。
予告状
パレスのオタカラを奪うために必要な行為（設定については用語を参照）。パレス最深部にあるオタカラの場所を見つけることで、後日アジトから「予告状を送る」コマンドが追加される。同コマンドを実行するとストーリーが進み、各パレスのボス戦へと突入する。予告状の準備と送付及びボス戦で1日消費するため、パレスの攻略期限2日前にはオタカラルートの確保をしておく必要がある。
リクエスト
前作までのクエストと同等のシステム。メメントスに現れるターゲットのシャドウを倒し、オタカラの芽を奪うことでクリアする。リクエスト依頼はSNSや怪盗お願いチャンネルの書き込み等から発生する。またシナリオやコープの進行にクリアが必要な場合もある。

### 怪盗同盟
「THIEF'S UNION」と呼ばれるネットワーク機能を使用すると、他のプレイヤーからさまざまな協力を得られる。
人質の救出
人質にとられたメンバーの解放を他のプレイヤーに要請できる。
シャドウの逃走の阻止
シャドウがピンチになり逃走しようとした時、応援に応じたプレイヤーに阻止してもらえる。
みんなの行動記録
その日のその時間帯にほかのプレイヤーがどのような行動をしていたのか知ることができる。

### ベルベットルーム
ギロチン（合体）
従来作の「ペルソナ合体（○○スプレッド）」。「2体」「検索」の他、オンラインでランダムに合体する「公開処刑」と、特定の組み合わせで合体させる「集団ギロチン」がある。
絞首刑（強化）
『PQ』で登場した「イケニエスプレッド」を継承したもの。任意のペルソナを消費し、別のペルソナの経験値とすることができ、消費したペルソナのスキルの一つを引き継ぐことができる。同一ペルソナにはゲーム内の一日で一度しか実行できない。
投獄（特訓）
任意のペルソナをベルベットルームに預けて数日経過させることで、○○見切りや○○無効といった防御系スキルを習得させることができる。必要な期間はそのペルソナのアルカナのコープランクに応じて短くなる。
電気椅子（交換）
任意のペルソナをアイテムに変化させる。大半のペルソナはスキルカードになるが、一部のペルソナの場合、特殊な装備品に変化する。ペルソナの他、素材となるアイテムが必要。
囚人名簿（ペルソナ全書）
これまで入手したペルソナが記録され、ペルソナの能力に応じた金額を支払うとそのペルソナを召喚できる。一定数のペルソナを入手すると召喚に必要な金額が割引される。

## ストーリー
物語の冒頭、あるミッションを進行していた『心の怪盗団』のリーダーであるジョーカーは、黒幕たちの罠に嵌められて警察に逮捕されてしまう。本作は、検察特捜部の新島冴による尋問により、主人公が自白を行うことで「過去の出来事」が語られていく形式で進められる。
プロローグ
ストーリー冒頭から遡ること数か月前。街では交通事故や工場の爆発、地下鉄の暴走が立て続けに発生していた。加害者たちは突如豹変したかのように事件を起こしていたが、事件後には「なぜそんなことをしたのかわからない」と語り、その記憶を失っていた。世間ではこれを「精神暴走事件」と呼び、恐怖していた。
主人公の少年は、夜に泥酔した中年男性にからまれている女性を救うが、自分で転倒して怪我をした中年男性が社会的立場がある人間だったため、警察に傷害事件として訴えられてしまう。冤罪でありながら、有罪判決が下され、前科がついて学校は退学。2年生の春から、東京の純喫茶「ルブラン」の店長・佐倉惣治郎による保護観察の下で、都内の進学校「秀尽学園」への転入を余儀なくされる。
序盤
転入初日、通学途中に出会った同級生の坂本竜司とともに学校へ行くも、着いた先は学校ではなく謎の古城である『パレス』だった。わけも分からず異形の存在『シャドウ』に追い詰められる中、主人公は「ペルソナ能力」に目覚め、シャドウを撃退する。
ペルソナとは、誰しも持っている心に秘めた「もう一人の自分」であり、不条理な社会への反逆の意志を示したとき、日常で被っている「仮面」を自らの手で剥がすことでペルソナ使いとなるという。なぜか主人公の少年は、敵を倒すことでさまざまなペルソナを集めて召喚することができる能力『ワイルド』の素養を持っていた。
ネコに似た謎の生き物モルガナと出会った主人公たちは、パレスとは歪んだ人の欲望が生み出した深層心理の産物であり、主人公がなぜか持っていたアプリ『イセカイナビ』の力でパレスに侵入したと教えられる。イセカイナビとペルソナの力を使い、竜司やクラスメイトである高巻杏たちと共に、生徒たちを虐げる悪徳教師・鴨志田卓のパレスを攻略して改心させたことをきっかけに、主人公たちは『心の怪盗団』を結成し、活動を開始することになる。
中盤
心の怪盗団は、堅物な画家志望の喜多川祐介、真面目な生徒会長の新島真、引きこもりのカリスマハッカー 佐倉双葉、園芸が趣味のセレブ令嬢 奥村春といった個性的な仲間たちをメンバーにしながら、世間の悪人たちの歪んだ欲望を「オタカラ」として盗んで改心させる「世直し」を試みていく。
若手の弟子たちを囲い込み盗作をしていた世界的に有名な日本画家・斑目一流斎、高校生をターゲットにして金を脅し取っている半グレ金融屋・金城潤矢、大企業オクムラフーズの社長・奥村邦和といった一癖も二癖もある面々のパレスを攻略して改心させ、彼らに悪事を世間に公表させたことで、『心の怪盗団』はしだいに世間から注目されることになる。
さらに、ベルベットルームと呼ばれる場所に呼ばれた主人公の少年は、そこで囚人として扱われ、ベルベットルームの管理者 イゴールと、看守を務めるカロリーヌとジュスティーヌという双子の少女たちから、更生という名目でペルソナに関する様々な課題を課され、自身のペルソナを強化していく。
やがて、テレビで高校生探偵をしている明智吾郎が怪盗団の前に立ちふさがり、「ニイジマ・パレス攻略後の怪盗団の解散」を条件にして、明智が仲間になる。だが、精神暴走事件を起こしている黒幕によって怪盗団は罠に嵌まってしまい、主人公の少年が警察に逮捕され、検察特捜部の新島冴による厳しい尋問が開始されるのであった。
尋問シーン
冴の尋問により、これまでの経緯を語った主人公の少年は、「精神暴走事件の真犯人を知りたければ、自分を警察に売った裏切者に自分のスマホを見せろ」と証言する。拘束された主人公を殺害しようとした裏切者とは、明智であった。明智は看守の拳銃を奪い、主人公を殺害して自殺に見せかけようとする。
だが、その数週間前に主人公とモナは「明智の失言」に疑問を抱き、明智のスマホに特殊なアプリを仕込み盗聴することで「明智が拘置所内で主人公を殺害する計画でいること」を知り、明智こそが精神暴走事件の実行犯であることを知る。明智の犯行を回避するため、明智に主人公のスマホを見せることで、新島冴のパレス内の『認知上の主人公』を狙わせて殺人したように見せかけるという対策をしていたのだ。そして冴の協力もあり、主人公は拘置所から脱走に成功する。
終盤
精神暴走事件を起こしている黒幕は、衆議院議員であり現内閣の内閣府特命担当大臣・獅童正義であった。そして獅童は、主人公の少年が転校をすることになった事件のキッカケでもあったのだ。パレスを利用して「精神暴走事件」を起こし、日本を操ろうとする獅童の野望を止めるべく、心の怪盗団のメンバー達は「獅童のパレス」に挑んでいく。
獅童の愛人の子である明智は、獅童に復讐するために協力していた事を語り、「認知存在の明智」に襲われて怪盗団を逃がした後に死亡する。パレスで獅童を倒したものの、危機を察した現実世界の獅童は「一時的にパレスを崩壊させる仮死剤」を飲むことで、パレスごと怪盗団を殺害しようと目論む。絶体絶命の中、竜司の活躍もあってギリギリ脱出に成功する。
衆議院選挙に当選した獅童がこれまでの自らの罪をすべて告白したことから、主人公はまた通学できるようになり全てが解決したかに思われた。しかし大衆は獅童の首相就任を求めており、獅童の取り巻きをしていた政財界の協力者たちの暗躍によって事件を握りつぶされ、またしても口封じのため捜査当局が逮捕に動く可能性が高いという。
ラスト
追い込まれた状況を打破すべく、渋谷駅の地下に存在している大衆の集合的無意識が生み出したパレス『メメントス』を崩壊させることで、大衆すべての歪んだ意識に影響を与えるべく、怪盗団はその最深部へと向かう。だが、メメントスを消すことは、怪盗団としての力を捨てることも意味していた。
メメントス最深部にあった「聖杯」は、怪盗団を現実世界に追い返して、メメントスと現実世界の融合をすべく侵食を始める。メメントスと現実が一つになったことで、怪盗団の認知が消されたことでメンバー達は消滅していってしまう。主人公が眠りから覚めると、ベルベットルームで死刑を言い渡される。だが、双子の看守カロリーヌとジュスティーヌの記憶が戻り、主人公の手によって「合体」してラヴェンツァの姿へと戻る。そこで、ベルベットルームの管理者イゴールを封印して彼に成りすましていた聖杯・統制神ヤルダバオトこそが諸悪の根源であることが判明する。
認知を失った人々が次々と消失していく中、渋谷駅前に出現した『聖杯へ至る神殿』に突入した怪盗団は、人類を粛清しようとする統制神ヤルダバオトを倒そうとするが、圧倒的な力によって死地に立たされてしまう。だが、これまで信頼を積み重ねてきたコープのメンバー達の叫びによって、大衆の応援が認知の力となって、怪盗団たちを立ち上がらせる。主人公のペルソナ・アルセーヌが覚醒して、最強にして最大級のペルソナ「サタナエル」を召喚し、統制神ヤルダバオトを打ち破る。
エピローグ
世界は平和を取り戻したものの、目的を遂げたモルガナが別れを告げて消失し、メメントスやイセカイナビも消え去ってしまう。新島冴は獅童を有罪にするため、主人公に警察に出頭するよう要請する。だが、それは怪盗団を英雄視させたくない検察・警察の面子のために、主人公が逮捕され保護観察が取り消されて少年院に入れられることを意味していた。
検察は獅童立件に動くことになり、議員辞職の声が高まる。主人公は少年院に入れられたものの、コープ仲間たちの懸命の署名活動や証人探しが功を奏し、獅童の証言と被害者の女性が証人になったことにより傷害事件の無実の証明ができたことから、翌年2月13日に処分取り消しにより釈放となる。釈放祝いの場に、モルガナが現れて「消えたのは異世界のほうだけ」であり、主人公の出所を待っていたという。
3月20日、主人公は故郷の街に戻ることになり、モナもそれに付いていく。真が運転する車に乗って、怪盗団たちは主人公の故郷の街へと向かうところで、物語は終わりを告げる。
エピローグ（ロイヤル）
新島冴が獅童を有罪にするため、主人公に警察に出頭するよう要請するが、そこに明智が現れ、主人公の代わりに自分が出頭し、実行犯として証言を行うことを持ちかける。
新年を迎えた主人公たち。ルブラン店内では惣治郎、双葉、若葉、それに人間のモルガナが団らん。杏は志帆と語り合い、竜司は陸上部の仲間との活動、春は父親と新規店舗の下見などで過ごしていた。違和感を覚えた主人公に明智からの連絡が入る。人々の認知が変更され、明智自身も含めて死者すら死なずにいた世界になっている。
それは世界の人々の精神的な苦痛を取り除くために丸喜拓人が行ったことであった。交通事故で亡くなった姉・かすみが自分だと認知していた妹の芳澤すみれと明智は主人公たちと協カし、丸喜を打ち倒して、丸喜による幸福を否定する。
人々の間にいくばくかの記憶も混乱ももたらしたが、主人公には少年院へ収監されていたという事実が残った。通常版エピローグ同様にコープ仲間の尽力によって2月13日に主人公は釈放となる。
3月20日、主人公は故郷の街に戻ることになり、モナもそれに付いていく。真が運転する車に乗るが、尾行していた公安をまくのにタクシー運転手になっていた丸喜の協力もあって、主人公は東京駅のホーム上で芳澤とすれ違う。主人公とモナは鉄道で主人公の故郷の街へと向かう。
エピローグ（バッドエンド1）
新島冴との取引に応じた主人公は収監室で明智に射殺され、ベルベットルームでイゴール、ジュスティーヌ、カロリーヌに罵倒される。
ゲームクリア扱いとなり、周回プレイ時の引継ぎも行える。
エピローグ（バッドエンド2）
主人公は統制神ヤルダバオトとの取引に応じる。
この世界では怪盗団は活動を継続している。街頭のテレビに流れる「改心」の報道と群衆の賛辞に主人公はほくそ笑む。

## 登場人物

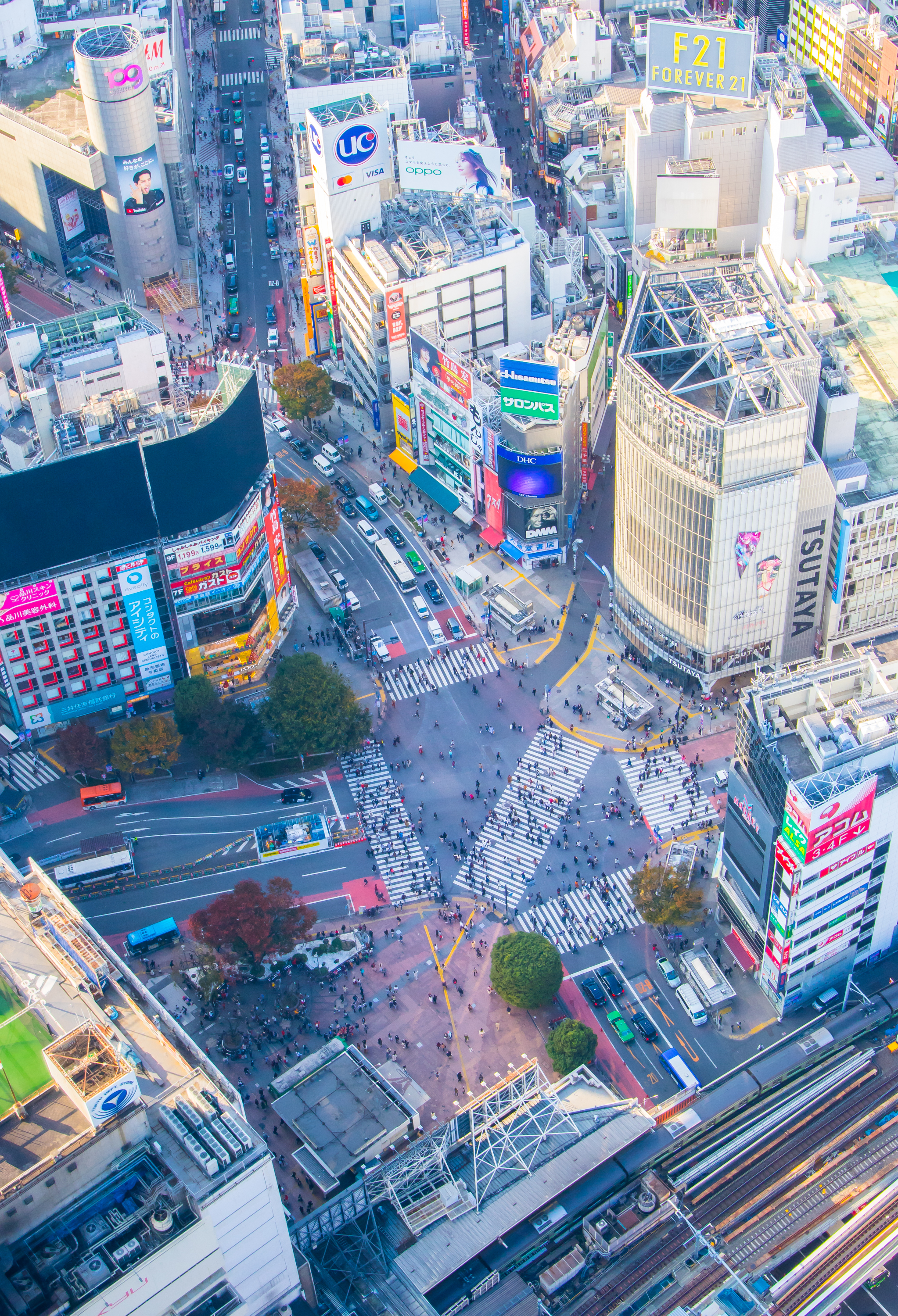
渋谷駅前の風景。渋谷スクランブルスクエアのSHIBUYA SKYより

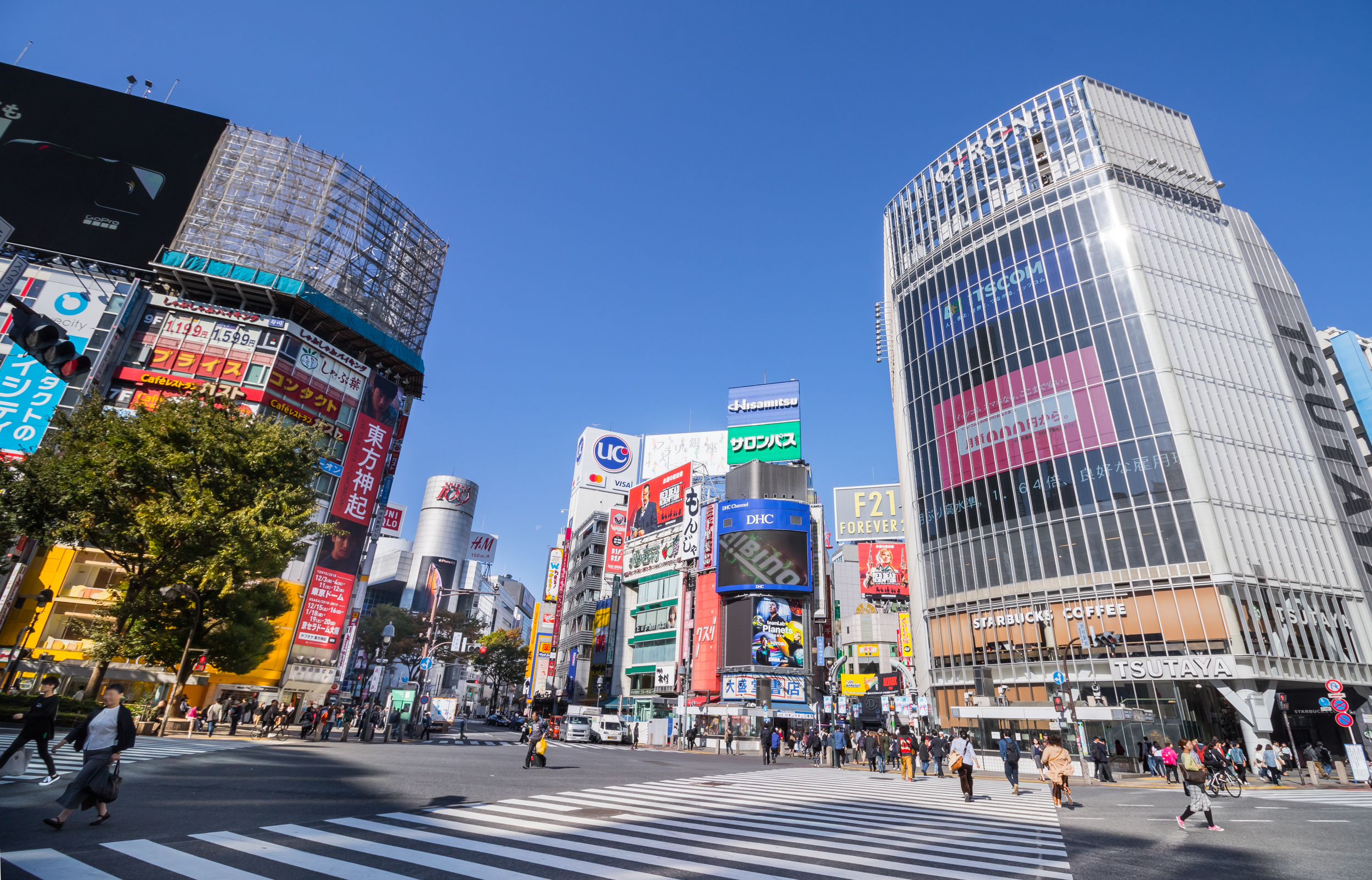
渋谷スクランブル交差点

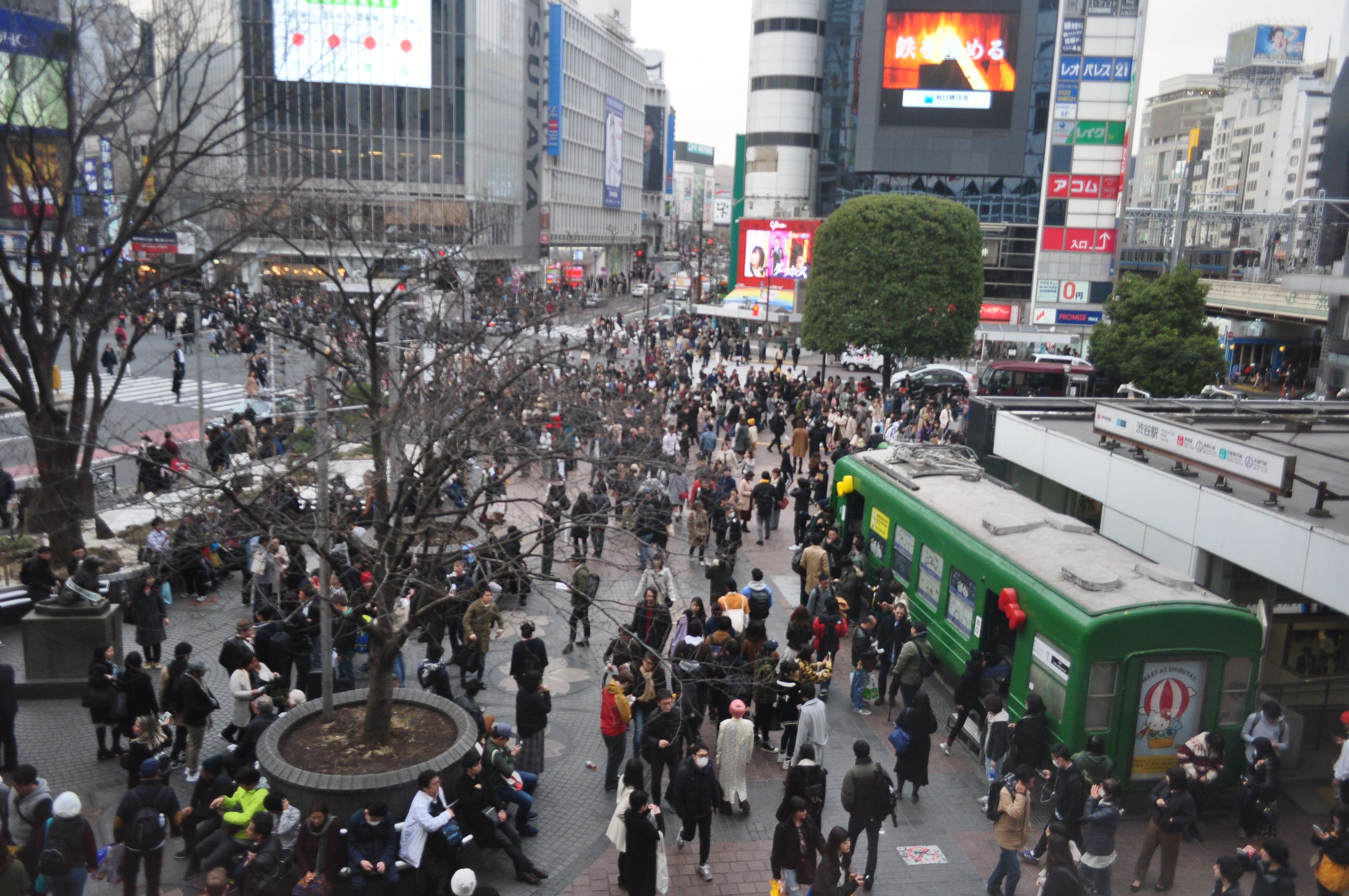
ハチ公前広場（2018年）

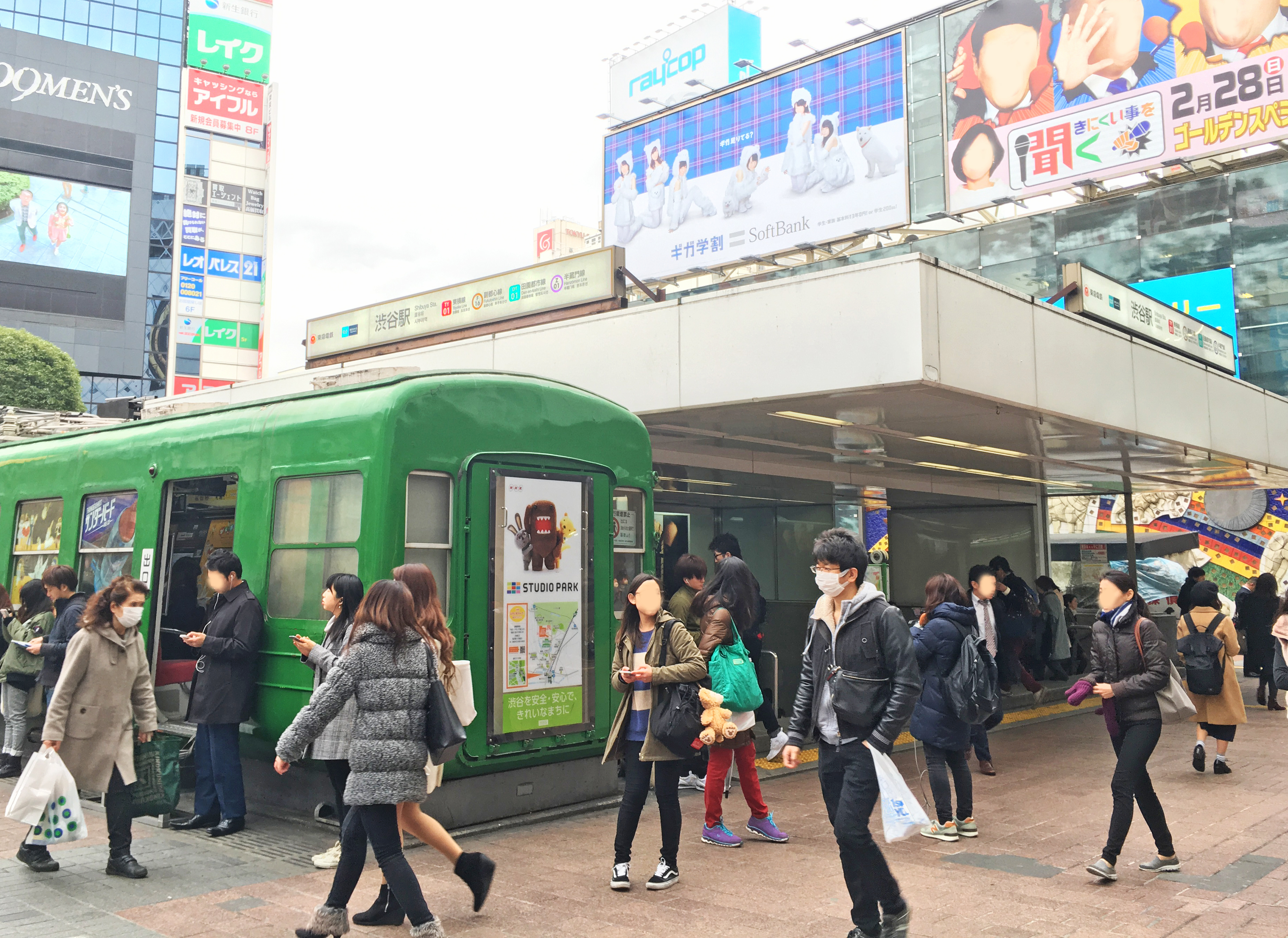
ハチ公前広場のデハ5001号車

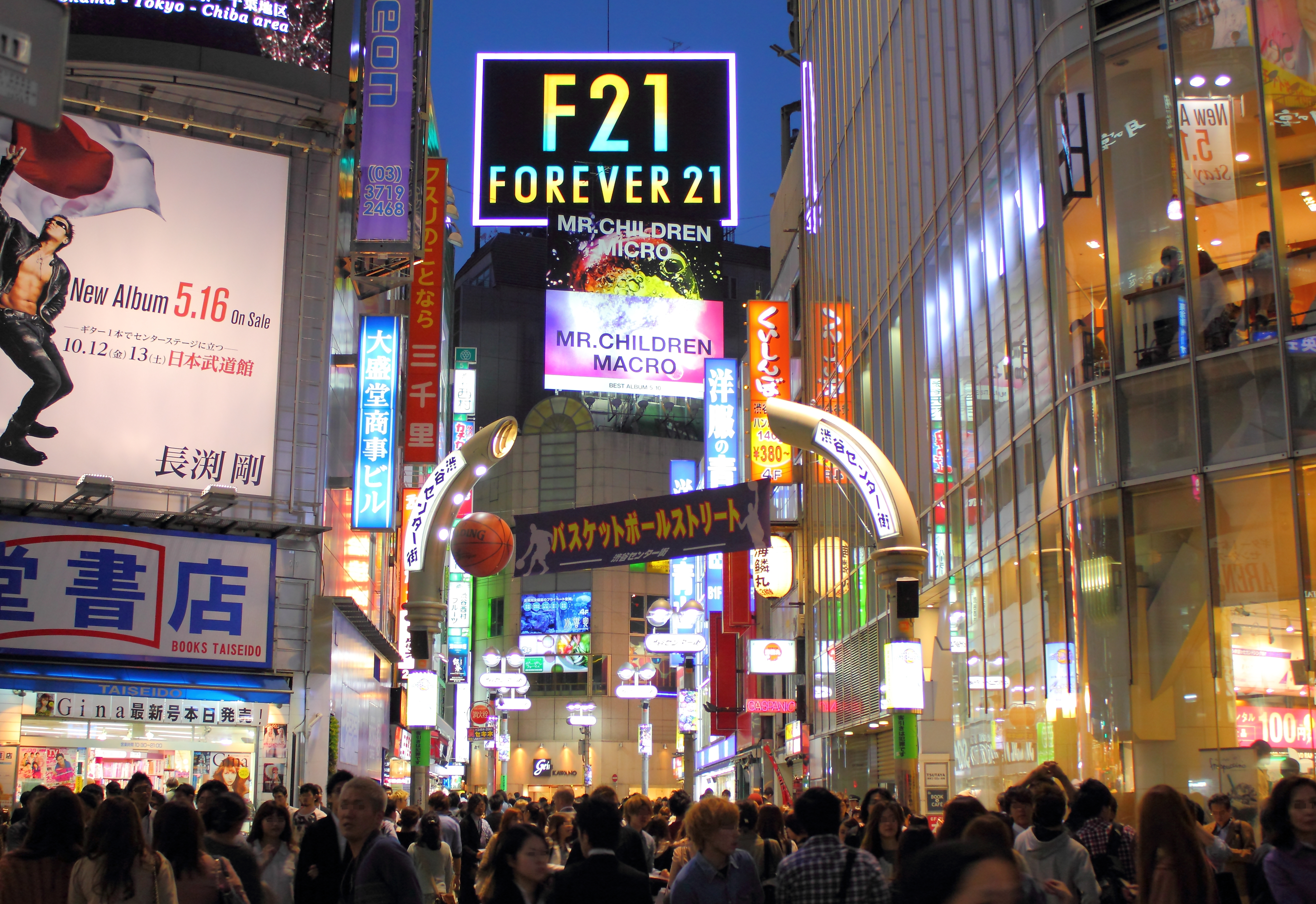
セントラル街のモデルとなった、渋谷センター街。

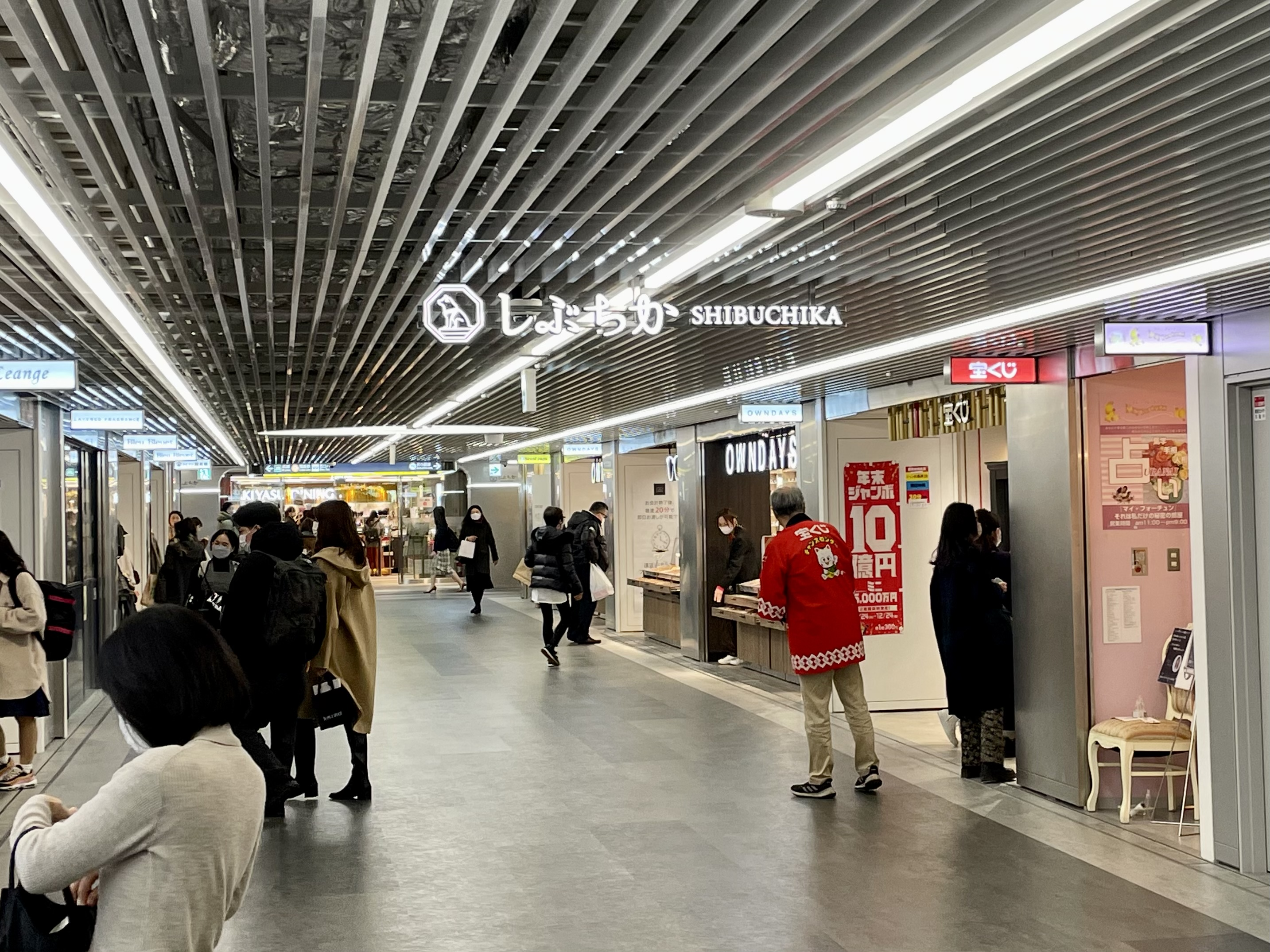
渋谷の地下モールのモデルとなった、渋谷地下街「しぶちか」。

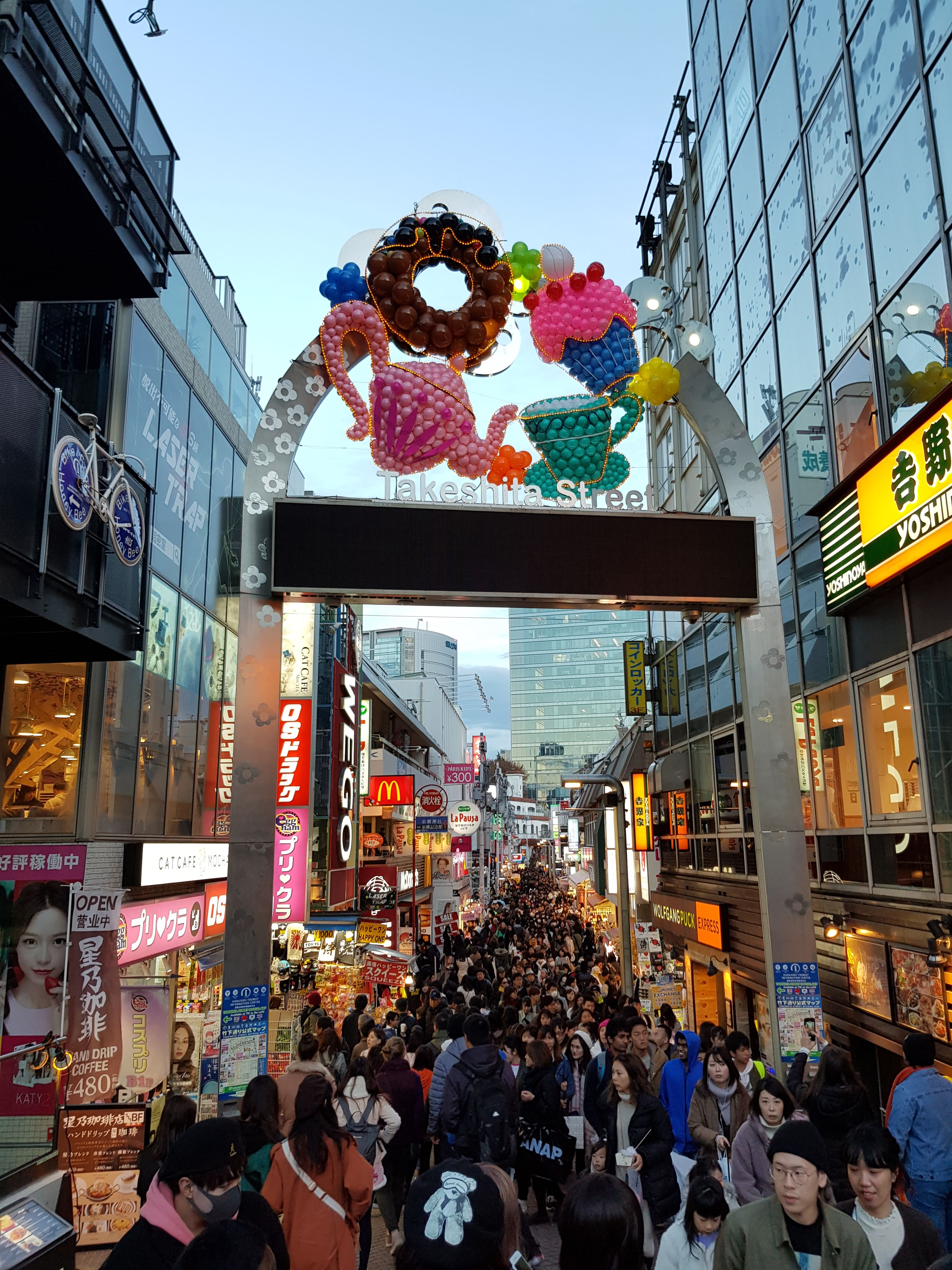
作中に登場した、原宿の竹下通り。

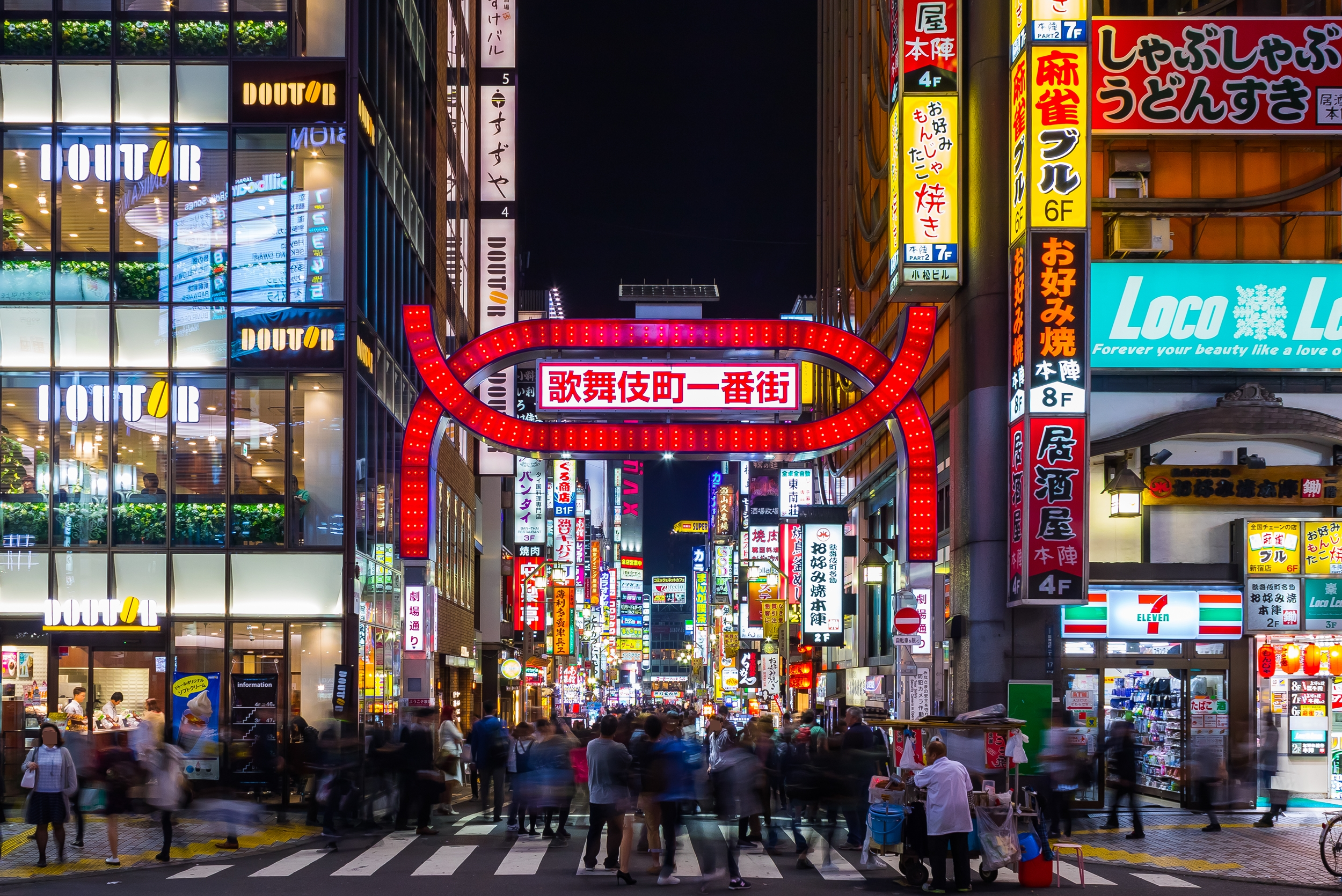
作中に登場した、新宿の歌舞伎町一番街。

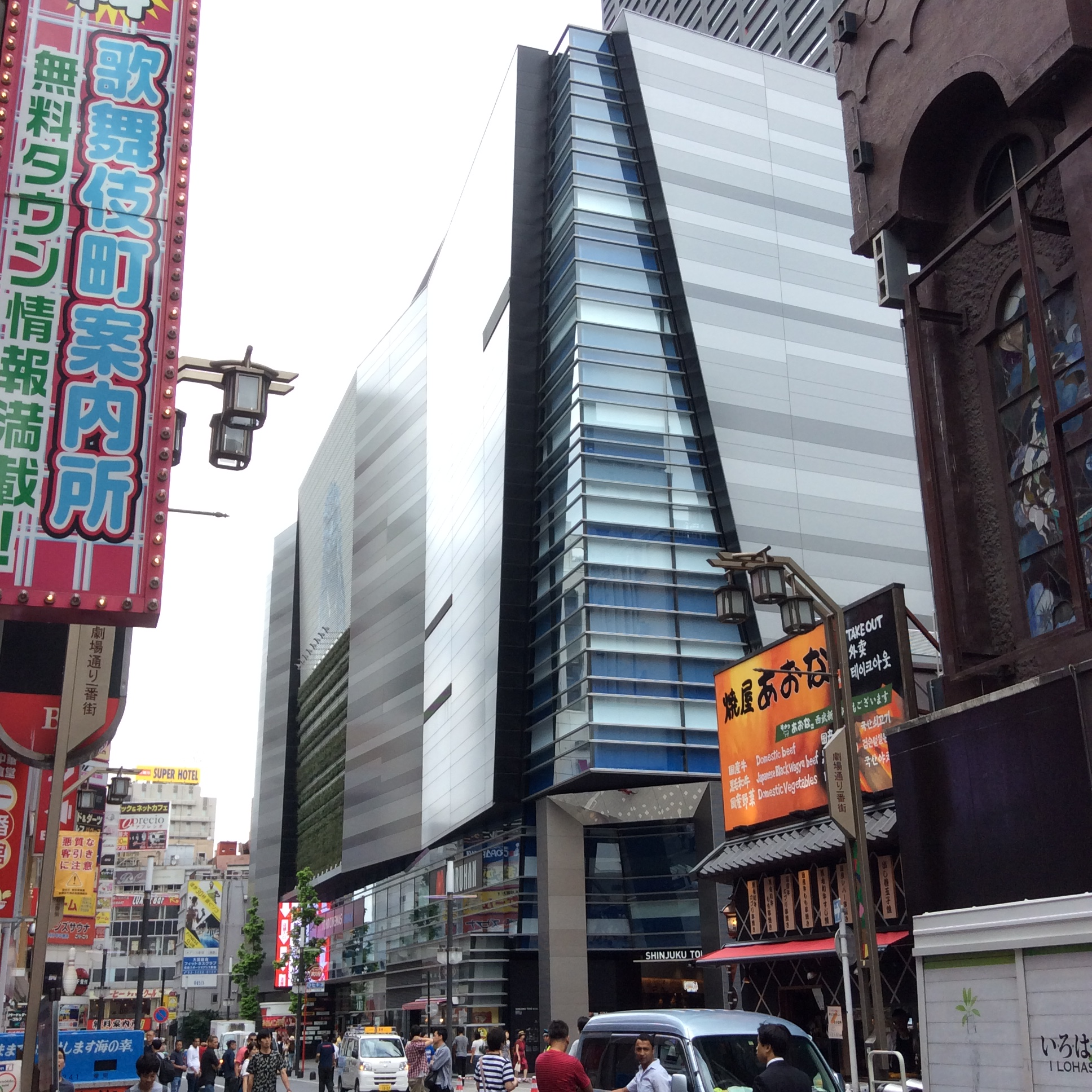
新宿の映画館のモデルとなった、TOHOシネマズ新宿。

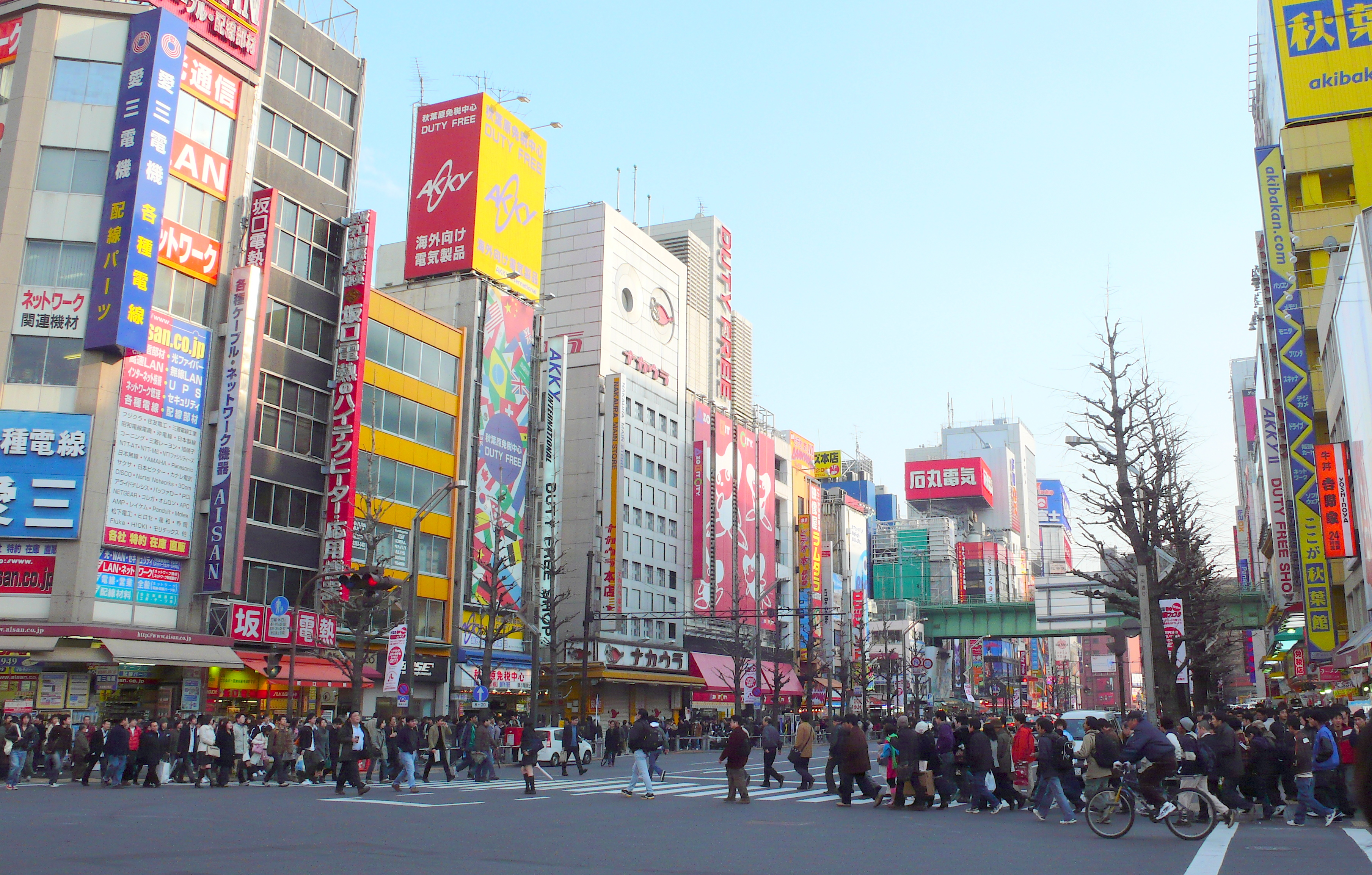
作中に登場した、秋葉原の街並み。

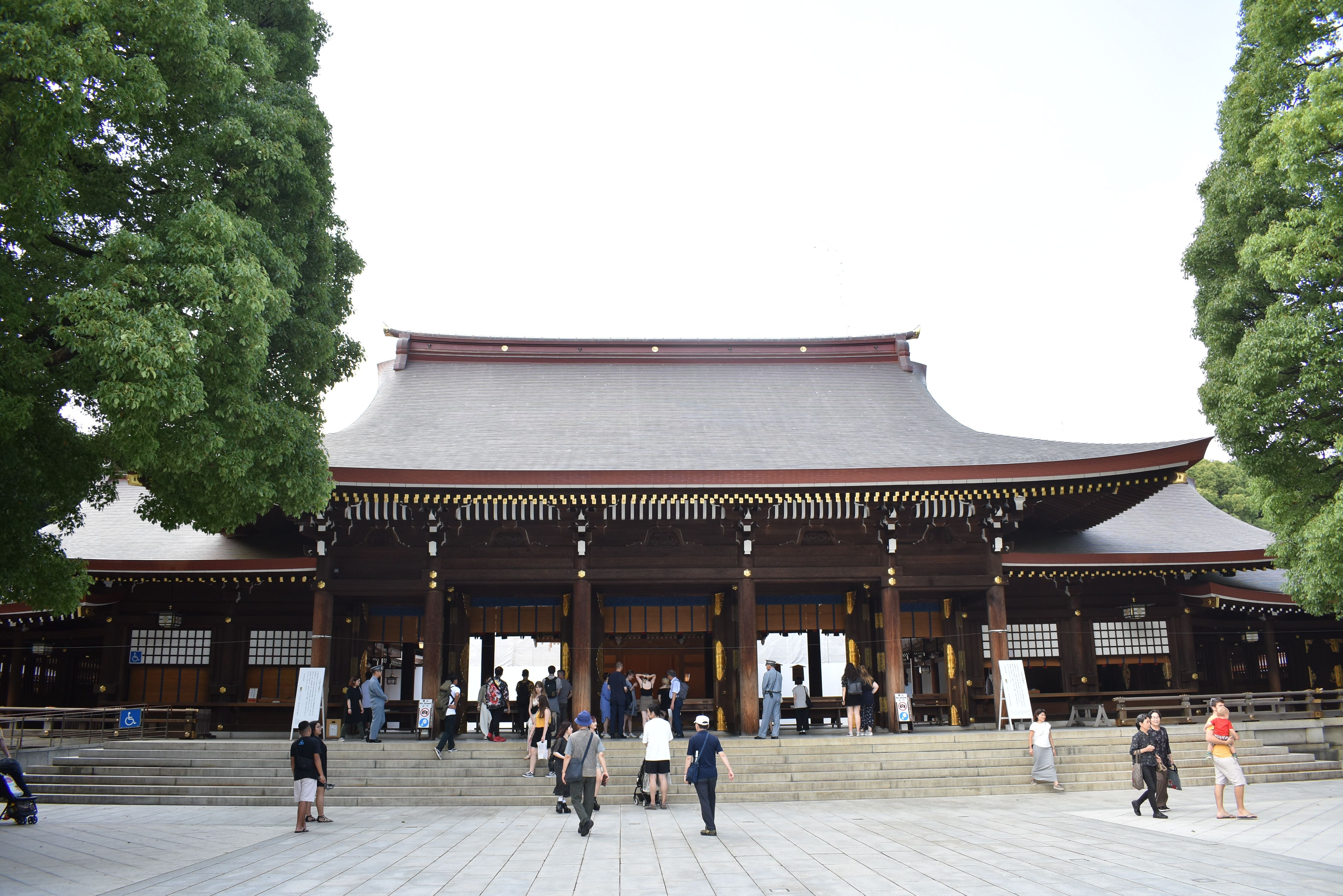
作中に登場した、明治神宮。

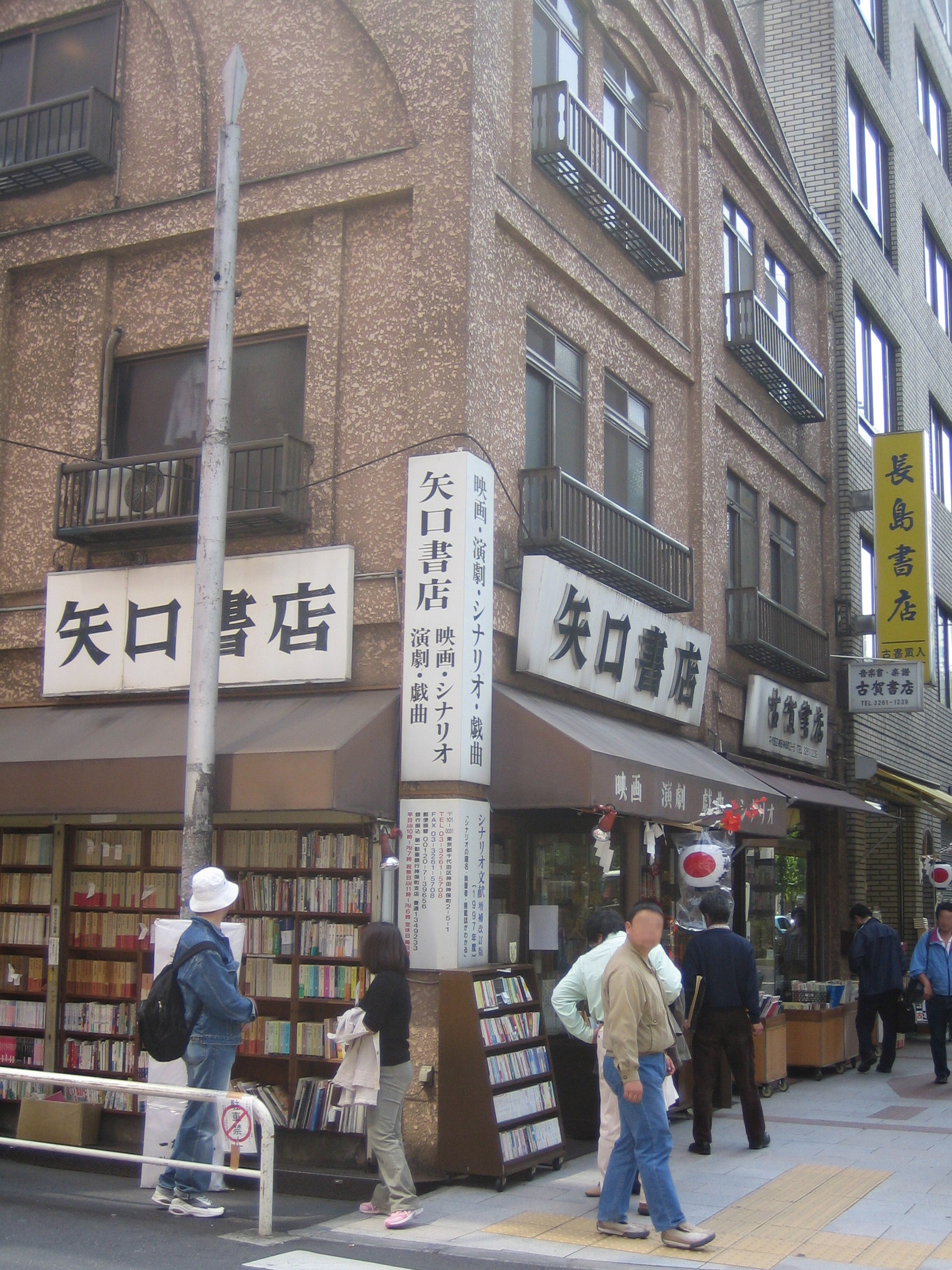
ほぼ同じ構図で登場した、神田神保町の靖国通り沿いにある古書店。

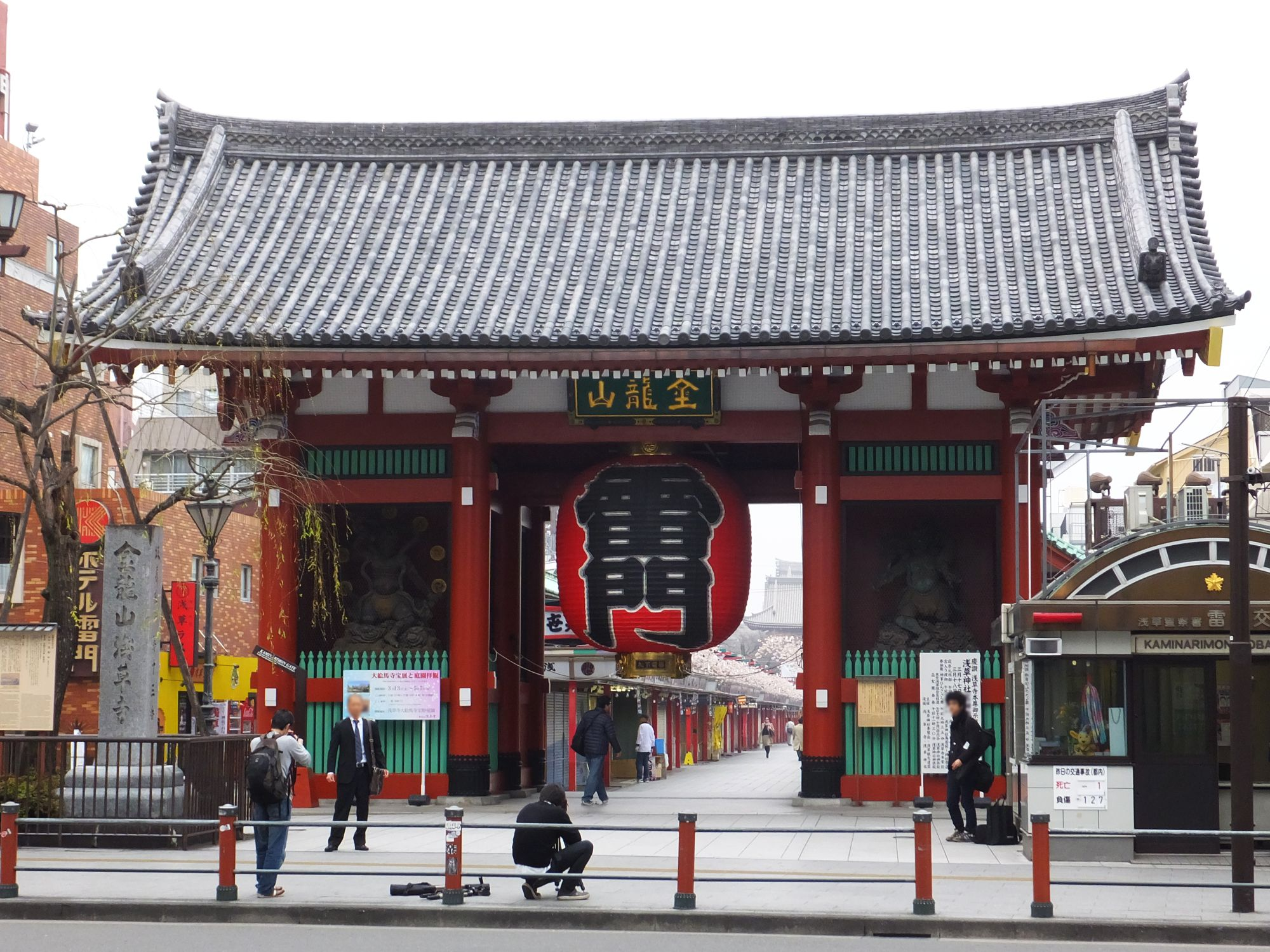
作中に登場した、浅草の雷門。

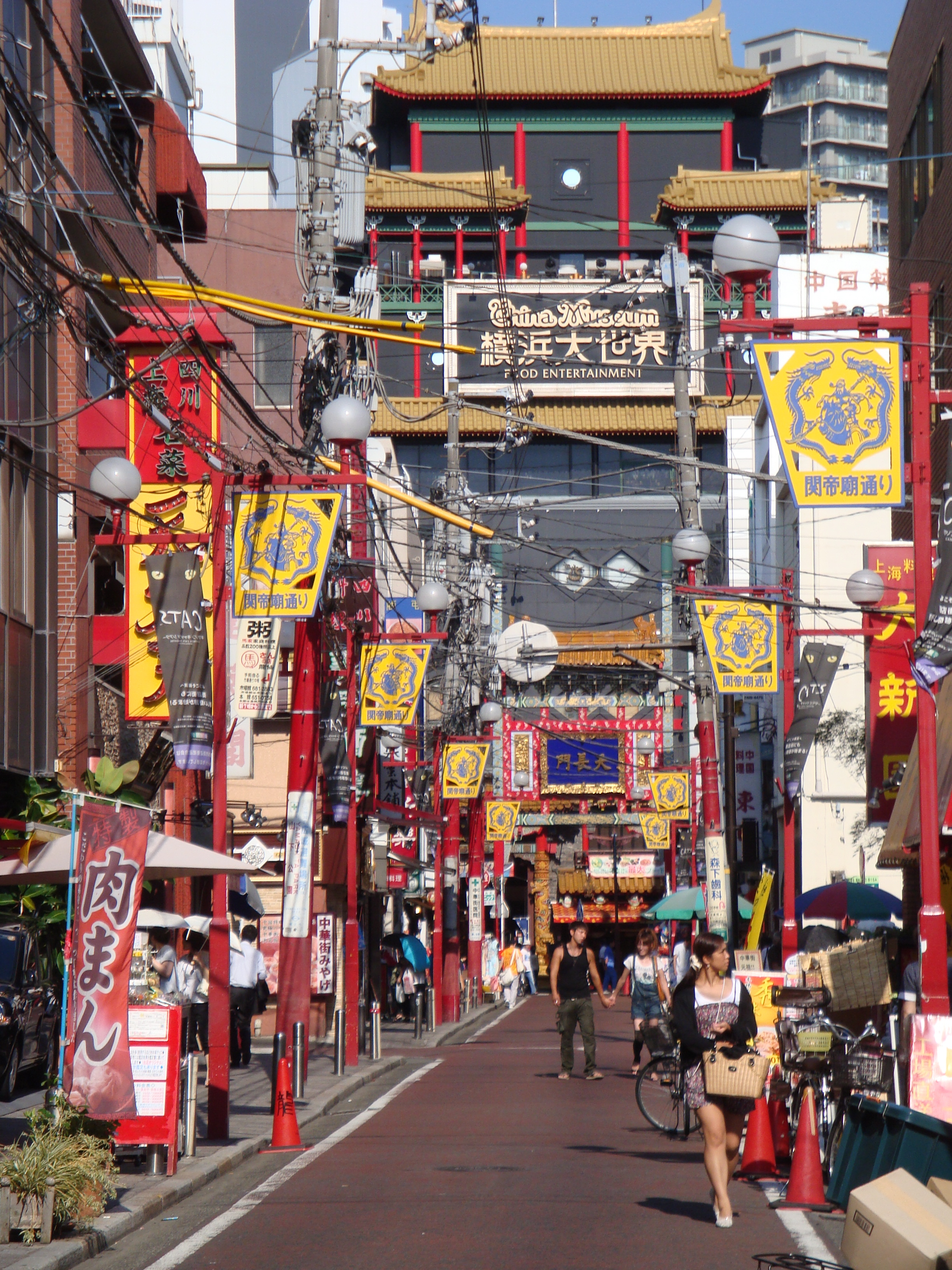
「元街中華街」のモデルとなった、横浜中華街。

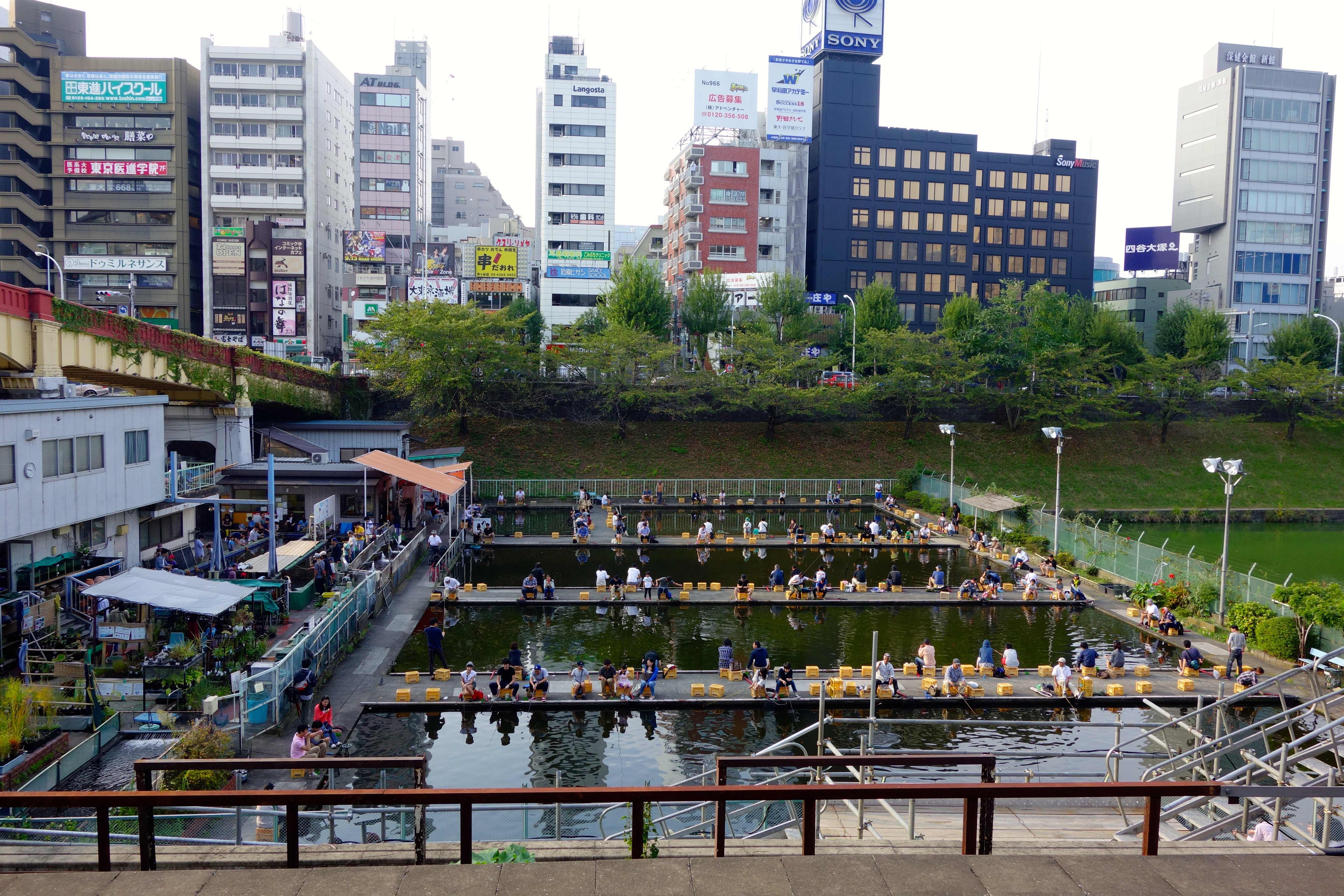
「釣り堀」のモデルとなった、市ヶ谷フィッシュセンター。

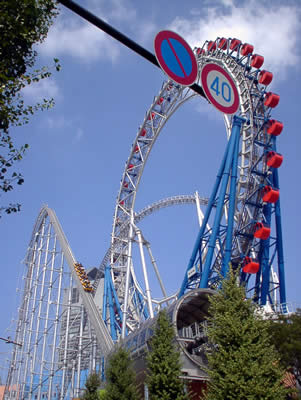
東京ドームシティアトラクションズの、サンダードルフィン。

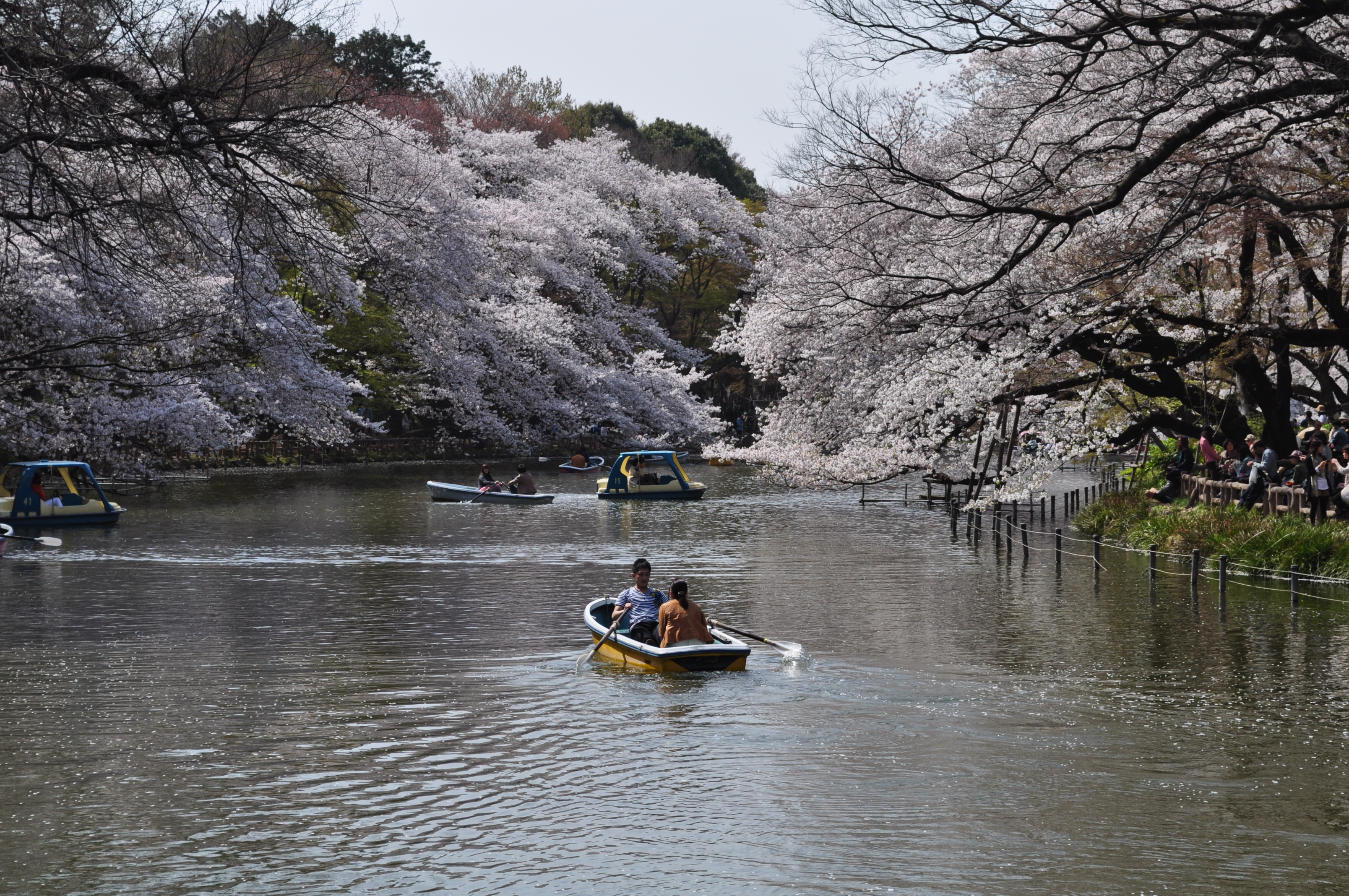
作中に登場した、井の頭公園の池とボート。

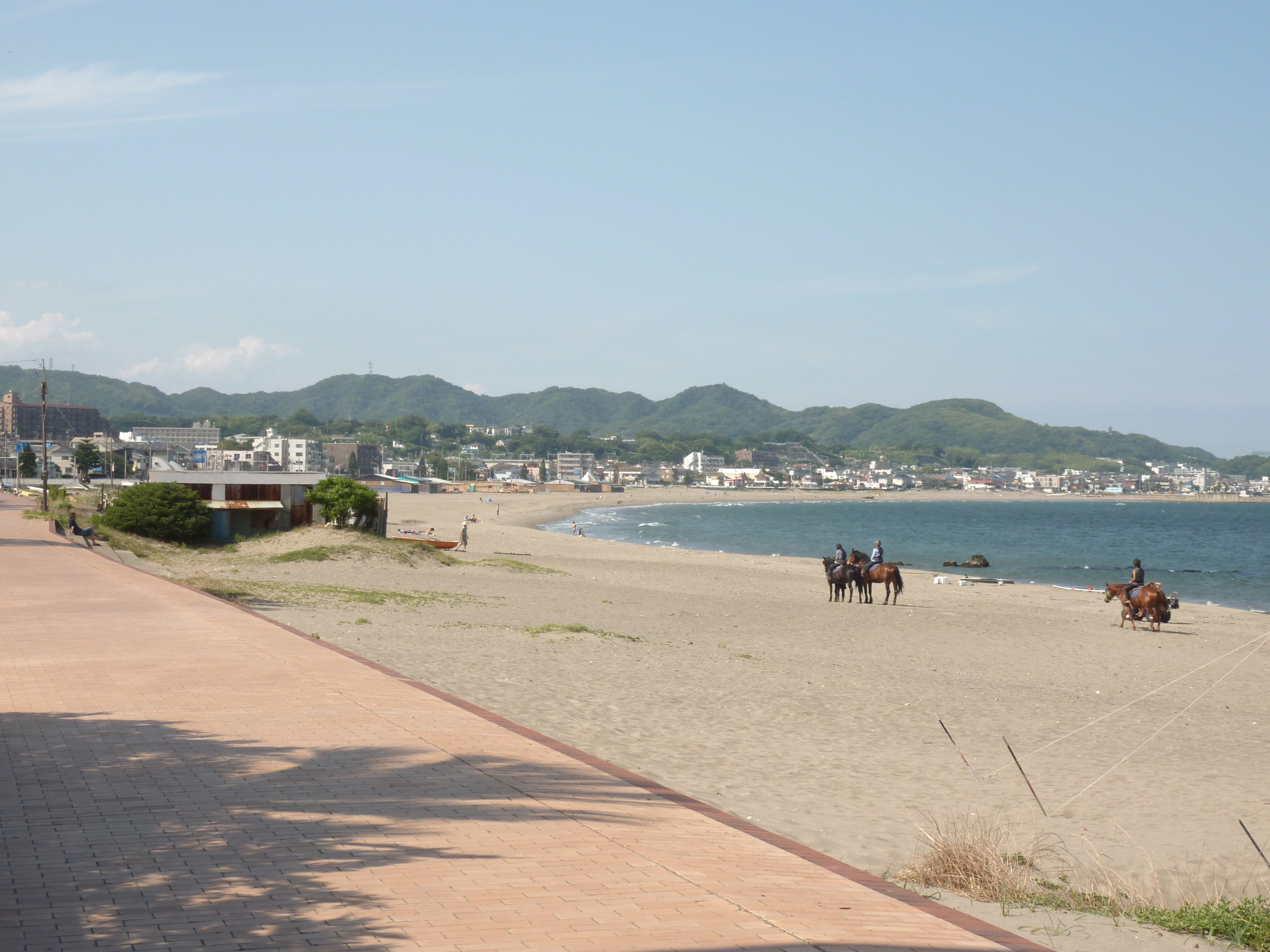
海水浴場として登場した、三浦海岸。

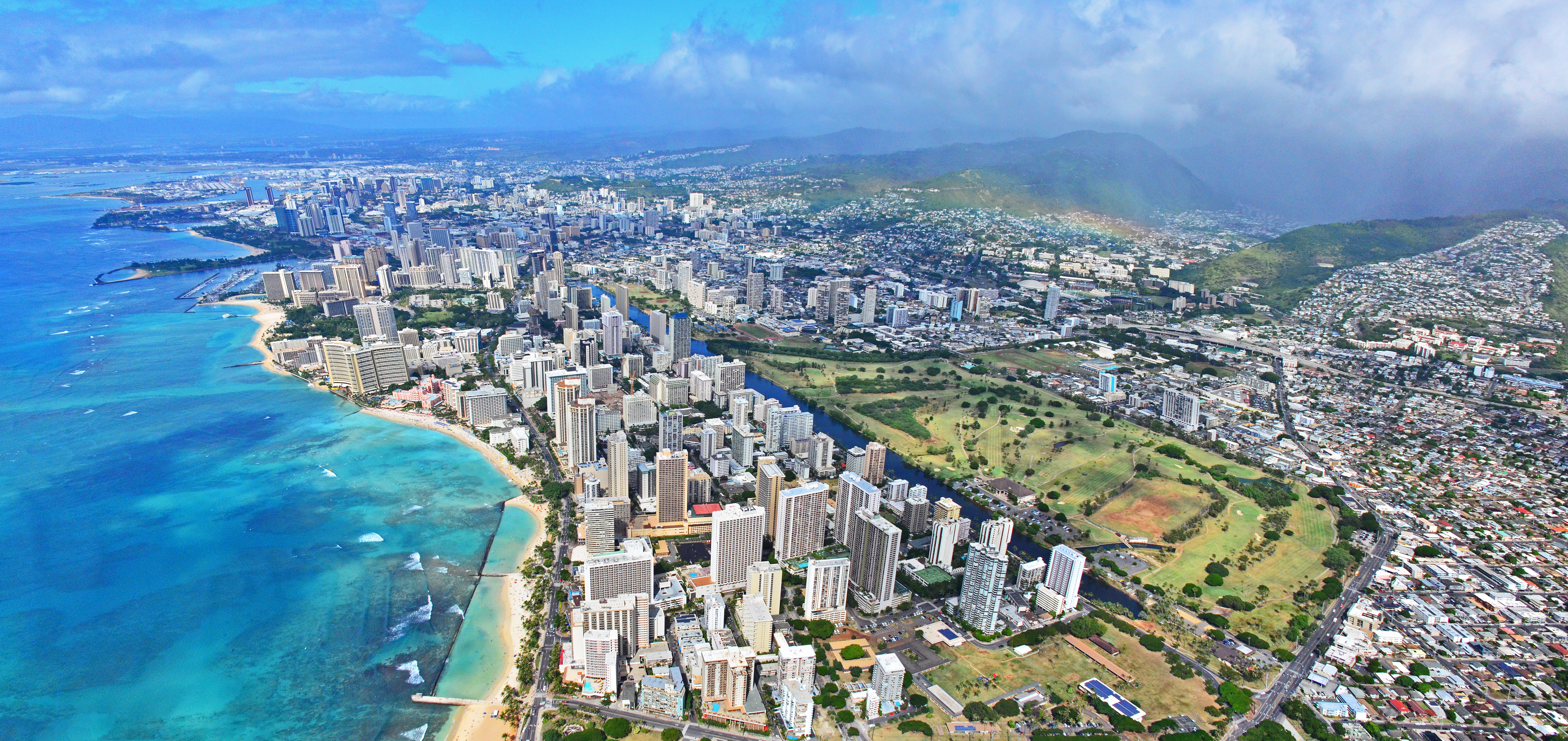
修学旅行先の、ハワイのワイキキ。

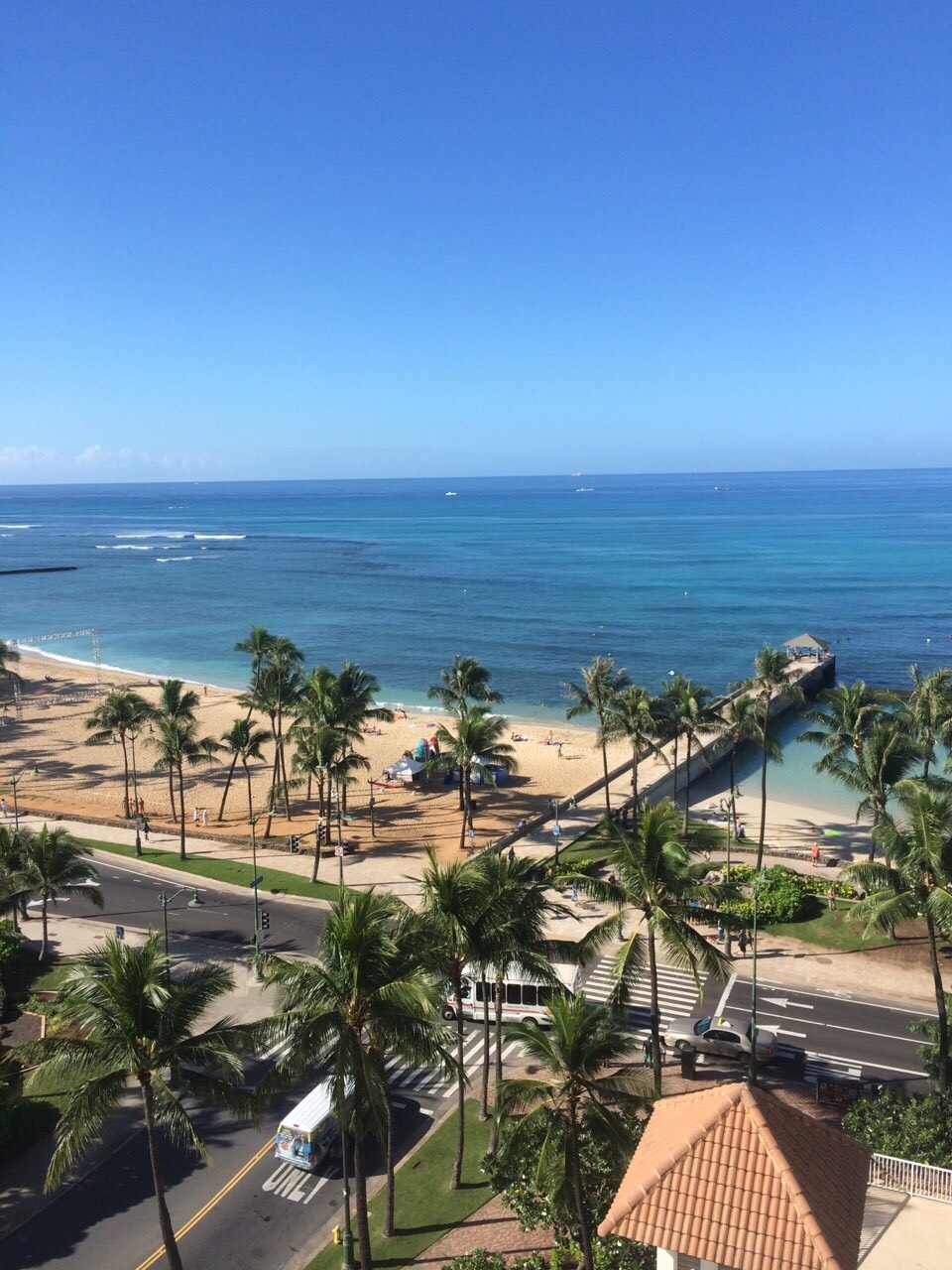
修学旅行先の、ワイキキビーチ。

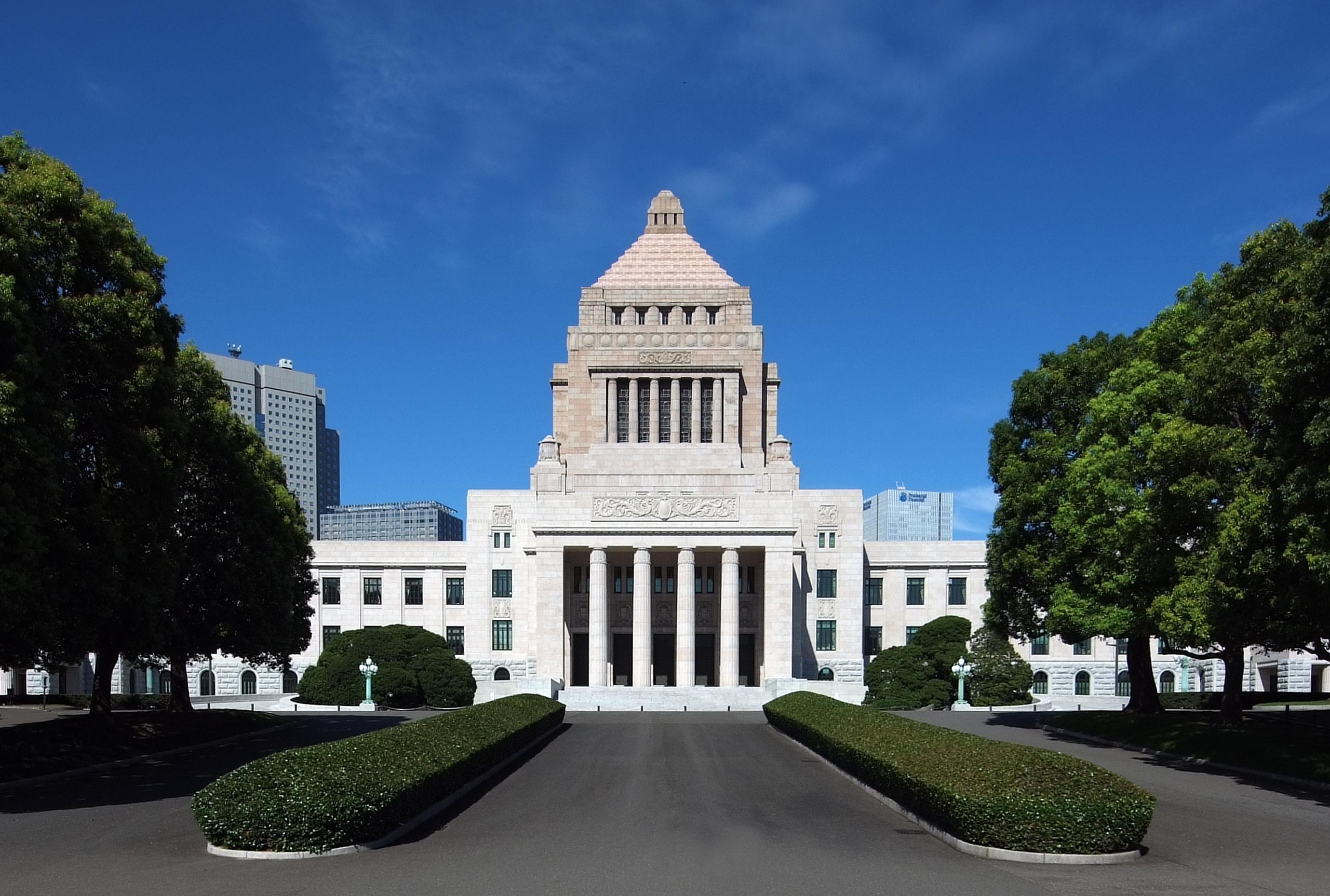
終盤に登場した、国会議事堂。

担当声優は特記がない限りゲーム・アニメ共通。舞台版のキャストも記載する。

### 心の怪盗団
「心の怪盗団」として活躍しており、名称は「ザ・ファントム（デフォルト名/変更可）」となっている。
名前については「コードネーム / 本名」で記載する。
 ジョーカー / 主人公
声 - 福山潤
演 - 猪野広樹
アルカナ - 愚者（ワイルド）、世界（ラスボス攻略後）
ペルソナ - アルセーヌ（付け替え可）→ サタナエル → ラウール
近接武器 - ナイフ / 遠隔武器 - ハンドガン
男性 / 生年月日 - 不明 / 星座 - 不明 / 身長 - 不明 / 体重 - 不明 / 血液型 - 不明 / イメージカラー - 赤
本作の主人公。心の怪盗団のリーダー。春から秀尽学園高校2年生として転入することになった少年。怪盗になった時の衣装は黒のロングコートに仮面は白のドミノマスクを着用する。
正義感が強く、困ってる人に対して積極的に行動し、他人の後押しをすることもある。
主人公が「愚者」のタロットカードなのは、ペルソナ3以降で共通。
モナ / モルガナ
声 - 大谷育江
演 - 大谷育江
アルカナ - 魔術師
ペルソナ - ゾロ → メリクリウス → ディエゴ
近接武器 - カットラス / 遠隔武器 - パチンコ
不明 / 生年月日- 不明 / 星座 - 不明 / 身長 - 不明 / 体重 - 不明 / 血液型 - 不明 / イメージカラー - 藍色
異世界のパレスで主人公と竜司が偶然助け出した謎の黒猫だが、本人は猫であることを否定している。また、猫の姿になった理由は「歪みに巻き込まれて本来の姿を失った」、「元は人間だったはず」と語っているが、自分の本来の姿や記憶については強い興味と不安を抱いている。
男口調で喋り、一人称は「ワガハイ」。かわいらしい見た目に反して、明晰な頭脳を持ち、大胆不敵で自信家な性格。
本来の姿を取り戻すべくメメントスを探索しており、その手駒にするべく主人公達を怪盗に仕立て上げる。双葉加入まではナビ役も兼任している。オタカラ（真贋問わず）や宝魔を目にすると猫がマタタビを与えられたように言動が豹変する。
現実世界では黒猫だが、怪盗団メンバーとは会話することができ（怪盗団以外、および加入前のメンバーには普通の猫の鳴き声に聞こえる）、異世界では二頭身のマスコットの姿をしている。主人公が寝泊まりするルブランの屋根裏に住み、普段は主人公の鞄の中、授業中は机の中に隠れて同行する。また、「大衆の心ではどういうわけか猫は乗り物に化ける」という認識を利用してワゴンカーに化けることもでき、要所で怪盗団の足としても活躍する。
本作の終盤において、統制神ヤルダバオトによって侵略を受けたベルベットルームの管理者イゴール（本物）が、自身が封印される寸前に「トリックスターを導くもの」として生み出し、辛うじて外界に逃がしたのがモルガナの正体であった。
スカル / 坂本 竜司（さかもと りゅうじ）
声 - 宮野真守
演 - 塩田康平
アルカナ - 戦車
ペルソナ - キャプテン・キッド → セイテンタイセイ → ウィリアム
近接武器 - 鈍器（棍棒やハンマーなど棒状物） / 遠隔武器 - ショットガン
男性 / 生年月日- 7月3日 / 星座 - 蟹座 / 身長 - 175cm / 体重 - 61kg / 血液型 - B型 / イメージカラー - 黄色
怪盗団の切り込こみ隊長。秀尽学園2年生。怪盗団メンバーとして結成初期から在籍する事になる。怪盗になった際の衣装は黒革のジャケットとパンツに赤いマフラーで仮面はドクロの形をした鉄仮面を装着する。
主人公と出会った時点で既に問題児のレッテルを貼られており、本人も否定していない。カッとなりやすい性格や素行の悪さとレッテルから色眼鏡で見られがちだが、本質は明るくお調子者のムードメーカーで仲間思い。杏や志帆とは中学の頃からの顔馴染みの仲ではあったが、高校で別のクラスになったことで疎遠になっていた。
父親は家庭内暴力を振るい続けた上で蒸発、その後は母親と暮らしている。問題児として度々母親が呼び出されては、「片親でごめん」と母親から謝られる原因を作っている自分を疎ましく思っている。
元々は真面目で優秀な陸上選手だったが、その短気な性格を鴨志田に付け込まれ、先に手を出し、正当防衛として鴨志田に脚を負傷されたうえに陸上部は廃部になった。それ以来、問題児として粗暴な行動を取るようになり、学校の教師達を含む「大人」そのものに不信感を抱いている。後に鴨志田のシャドウに会い、足を壊されたことなどのことを蒸し返されて精神的攻撃を受けるも、主人公やモナの言葉でペルソナを覚醒させ、以降は怪盗団の一員となる。
 パンサー / 高巻 杏（たかまき あん）
声 - 水樹奈々
演 - 御寺ゆき
アルカナ - 恋愛
ペルソナ - カルメン → ヘカーテ → セレスティーヌ
近接武器 - 鞭（蛇腹剣や鎖など鞭状物） / 遠隔武器 - サブマシンガン
女性 / 生年月日- 11月12日 / 星座 - 蠍座 / 身長 - 168cm / 体重 - 不明 / 血液型 - B型 / イメージカラー - ピンク
怪盗団の演技派女優。主人公のクラスメイト。怪盗団メンバーとして結成初期から在籍する。怪盗の衣装は胸元の開いた赤のボディスーツ（細長い尻尾あり）と膝上あたりのロングブーツで仮面は猫の形をした赤い仮面を着用。
スウェーデンからの帰国子女であるアメリカ系クォーターで、英語は得意だが、それ以外の勉強は苦手。天真爛漫で素直な性格である。志帆とは親友。竜司とも中学の頃からの知人だが、高校で別のクラスになったことで疎遠になっていた。
志帆を気にかけており、志帆の自殺未遂を切っ掛けにして竜司に次いでペルソナを覚醒させ、怪盗団に加入することになった。演技をする際に棒読みになるが、終盤のシドウパレスのプールでは「英国王室の血を引く令嬢」役として演技を見せた。
両親はファッションデザイナーで海外を飛び回っており、年に半年だけ家にいる。その縁故から読者モデルやモデルをしているが、食生活や運動に気を使わなくともプロポーションが維持できることもあって、真剣味に欠けることもあったが、コープを進めると紆余曲折あって真剣に一流モデルを目指すようになる。
フォックス / 喜多川 祐介（きたがわ ゆうすけ）
声 - 杉田智和
演 - 小南光司（初演・#2・#4）、松島勇之介（#3）
アルカナ - 皇帝
ペルソナ - ゴエモン → カムスサノヲ → ゴロキチ
近接武器 - 刀 / 遠隔武器 - アサルトライフル
男性 / 生年月日- 1月28日 / 星座 - 水瓶座 / 身長 - 181cm / 体重 - 63kg / 血液型 - O型 / イメージカラー - 青
怪盗団の芸術家。洸星高校2年生であり、美術コースの特待生。怪盗になった際の衣装は襟が白い黒服と狐の尻尾のような飾りで仮面は狐面を着用。
独特の感性を持った美少年で、双葉からは「おイナリ」と呼ばれている。芸術肌でマイペース、突飛な言動が口から飛び出すこともしばしばある変人。容姿に似合わず実直な性根を持ち、曲がったことを許さない熱血漢でもある。
自身が産まれる前に父親が亡くなり、幼い頃に体が弱い母親も亡くして孤児となり、日本画家の斑目の下で住み込みの門下生として暮らしていた。主人公達と協力し、自身の身辺を調べる過程で、信じていたものと現実がズレていたことや信頼していた者からの裏切りに強い怒りと葛藤を抱き、斑目のシャドウを倒し乗り越えて以降は怪盗団に加入する。
 クイーン / 新島 真（にいじま まこと）
声 - 佐藤利奈
演 - 七木奏音（#2）、石塚朱莉（#3・#4）
アルカナ - 女教皇
ペルソナ - ヨハンナ → アナト → アグネス
近接武器 - メリケンサック / 遠隔武器 - リボルバー
女性 / 生年月日- 4月23日 / 星座 - 牡牛座 / 身長 - 164cm / 体重 - 不明 / 血液型 - A型 / イメージカラー - 黒
怪盗団の作戦参謀。秀尽学園3年生。怪盗になった時の衣装は黒のライダースーツで仮面は黒く無骨な鉄仮面。「世紀末覇者」などと呼ばれる。
品行方正で生真面目な生徒会長だが、合気道を習って居るため腕っぷしが強かったりする。
両親は他界し、唯一の肉親で育ての親である姉の冴には進学による独り立ちを切望されている。姉が検事になって以降ソリが合わず、口喧嘩の際には「私の人生を消費している役立たず」と吐き捨てられる。立場上、鴨志田事件の調査や学園生徒への恐喝事件（金城の件）など学園内の不祥事を解決するよう校長から丸投げされ、学校側と生徒の間で板挟みになることも多く、修学旅行の際には教員が警察の事情聴取のために同行できなくなったからと他の3年ともども引率の代理を頼まれる。いろいろ気苦労が絶えない中、「姉の信頼を裏切りたくない」という気持ちを抱く反面、「良い子ちゃん」を演じていることに苦悩している。
金城の事件解決のために怪盗団に同行するうちにペルソナを覚醒させ、怪盗団に加入。学園内での生徒会長としてのリーダー経験や知見、思い切りの良さなどから怪盗団の中では参謀役に抜擢される。
 ナビ / 佐倉 双葉（さくら ふたば）
声 - 悠木碧
演 - 福田愛依
アルカナ - 隠者
ペルソナ - ネクロノミコン → プロメテウス → アルアジフ
近接武器 - なし / 遠隔武器 - なし
女性 / 生年月日- 2月19日 / 星座 - 魚座 / 身長 - 149cm / 体重 - 不明 / 血液型 - AB型 / イメージカラー - 緑
パレス - ピラミッド / 罪 - 憤怒
怪盗団の天才ハッカー。人間離れした凄腕のハッカーにして、天才的プログラミング能力を持つヲタク系少女。怪盗となった際の衣装はサイバースーツで仮面は暗視ゴーグルを着用。
人付き合いが苦手で、ヲタク系の痛い発言が目立つパソコンオタクだが、その技術や物事に対する分析能力の高さは折り紙付き。母を亡くし、親戚中をたらいまわしにされていたところを惣治郎に養女として引き取られている。車道への飛び込みのように死んだ（自殺と判断された）母の死に様を目撃した上に親戚に責められたり、学校でのいじめがトラウマになり、中学卒業後は進学せず自室に引きこもっている。
上記のトラウマによって自分自身の心が生み出してしまった母親の認知存在に苦しめられていたが、怪盗団に出会い、言葉をかけられる中で本来の母親を思い出したことでペルソナを覚醒させ、怪盗団に加入。その後はモルガナに代わり後方支援役のナビゲーターとして活躍する。
 ノワール / 奥村 春（おくむら はる）
声 - 戸松遥
演 - 菅原りこ
アルカナ - 女帝
ペルソナ - ミラディ → アスタルテ → ルーシー
近接武器 - 斧 / 遠隔武器 - グレネードランチャー
女性 / 生年月日- 12月5日 / 星座 - 射手座 / 身長 - 158cm / 体重 - 不明 / 血液型 - A型 / イメージカラー - 紫
秀尽学園3年生。怪盗となった際の衣装はフランスの銃士のような服に羽根つき帽子で仮面は黒いアイマスクを着用。
大企業オクムラフーズの社長を父に持つ社長令嬢。両親は春が物心付く頃には離婚しており、父子家庭で一人娘として育つ。
園芸が趣味で部員としても活動している。父親が政略結婚のために決めたフィアンセの杉村（声 - 菅沼久義）がいるが、春自身は「キモくて無理」と嫌悪感を抱いている。真とは同学年として面識がある程度であったが、怪盗団の仲間となった後は友人になっている。怪盗団の加入は遅めだが、修学旅行の引率の1人として修学旅行先で出会ったり、加入前にも所々のイベントで姿を確認できる。モルガナが単独でオクムラフーズに乗り込んだ際に巻き込まれる形でパレスに入り、モルガナを助けることになる。その後、父親に関する事件を解決する中で本格的にペルソナ能力が覚醒し、怪盗団に正式加入する。
クロウ / 明智 吾郎（あけち ごろう）
声 - 保志総一朗
演 - 佐々木喜英
アルカナ - 正義
ペルソナ - ロビンフッド → ロキ → ヘリワード
近接武器 - ビームサーベル / 遠隔武器 - 光線銃
男性 / 生年月日- 6月2日 / 星座 - 双子座 / 身長 - 178cm / 体重 - 64kg / 血液型 - AB型 / イメージカラー - 白、金色→銀色
秀尽学園、洸星高校とは異なる違う高校に通う高校3年生。左利き。高校生探偵であり、「探偵王子（『ペルソナ4』の白鐘直斗のこと）の再来」とも呼ばれる。
ずば抜けた優秀さと美形ぶりで世間から高い人気を誇り、メディアにも積極的に出演している。冴と共に「精神暴走事件」について調査しており、関与が疑われている怪盗団による改心を洗脳と同質と判断して、己の正義に反する「犯罪者」として断じるなど、怪盗団に対して強い関心を持つ。
物語の中盤にて、怪盗団の解散と警察への情報提供取り止めを条件に怪盗団に加入する。いつもは一人称が「僕」だが、後に本性を表し、本性を表すと一人称が「俺」になり、口調も荒くなる。自分で事件を起こし解決していたことや父親に対する復讐心で動いていたことが明らかになり敵対するも主人公らに破れ、父親が作り出した自分と対立するが、怪盗団メンバーからかけられた言葉からか自身を囮に怪盗団を逃がす道を選ぶ。
『P5』ではニイジマ・パレス攻略期間中のみ加入するが、『P5R』では加えて三学期に相当する部分で主人公に取引を持ちかけ、再び怪盗団と行動を共にする。
  ヴァイオレット / 芳澤 すみれ（よしざわ すみれ）
声 - 雨宮天
アルカナ - 信念
ペルソナ - サンドリヨン → ヴァナディース → エラ
近接武器 - レイピア / 遠隔武器 - マスケットライフル
女性 / 生年月日 - 3月25日 / 星座 - 牡羊座 / 身長 - 未定 / 体重 - 未定 / 血液型 - 未定 / イメージカラー - マゼンタ
『P5R』で登場。主人公の転入と同じ春に秀尽学園へ入学した1年生。怪盗になった際の衣装は黒のレオタードと女性用ロングコートのような服に黒のロングブーツ、腰に銀のバラにチェーンが付いており、仮面は黒いドミノマスクを着用。
中学時代から新体操選手として優秀な成績を収めており、その将来性を見越し秀尽学園からも期待されている。ペルソナに覚醒するのは2学期中であるが、怪盗団へは参加せず、オープニングにもなっているニイジマ・パレスで主人公を助けるために登場した後は、3学期になってから怪盗団に正式加入することになる。
実はそれまで名乗っていた「芳澤かすみ」は姉の名前であり、新体操選手として優秀な姉と比べて、劣等感を抱くことが多かった過去を持つ。高校入学の1か月ほど前に、路上で車にはねられそうになったところを姉かすみに助けられ、かすみは亡くなってしまう。
その後、丸喜のメンタルケアにて、自分が「かすみ」であるとの認知の書き換えを受けた。以降は周囲から「すみれ」と呼ばれても本人には「かすみ」と聞こえていた。また、主人公はすみれが落としたかすみの生徒手帳を拾ったことで、すみれがかすみであると思い込んでいた。
真実を思い出した後、姉かすみを喪った罪悪感が大きすぎたため、すみれは真実に直面することを躊躇し、怪盗団の救助と抵抗さえも拒否した。ペルソナが暴走して意識を失った後、現実世界に戻った後もその葛藤を手放すことができなかったが、保健室でラヴェンツァと怪盗団の会話を聞いたことで考えを改める。
その翌日の夜にマルキ・パレスに現れ、自分に正直であることを誓い、正式に怪盗団に入団した。

### ベルベットルーム
イゴール
声 - 津嘉山正種（ヤルダバオトが化けた姿）、田の中勇（本物。ライブラリ出演）
アルカナ - 愚者
ベルベットルームの管理者。容姿は歴代のイゴールと同様の姿。
今作の態度はこれまでのイゴールとは異なり刑務官のような感じであり、主人公を「囚人」として迎え入れて見下す他、「更生は順調かな？」という台詞で様々な課題を課す。
後に、統制神ヤルダバオトが化けているなど色々と明らかになる。
カロリーヌ＆ジュスティーヌ / ラヴェンツァ
声 - 豊崎愛生
アルカナ - 剛毅
武器 - 警棒（カロリーヌ）/チェーンソー（ラヴェンツァ）
ペルソナ - スライム、ジャックランタン、アガシオン、ピクシー、マンドレイク、シーサー、アルダー（カロリーヌ）/バグス、ジャックフロスト、スダマ、ピクシー、オンモラキ、アルダー（ジュスティーヌ）/ケルピー、ベリス、イヌガミ、ヌエ、オニ、アヌビス、ミトラス、オセ、アタバク、トール、ルシファー（ラヴェンツァ）
ベルベットルームの看守を務める双子の少女。イゴールを主として忠実に従う。
姉のカロリーヌは右目、妹のジュスティーヌは左目を眼帯で覆っている。それぞれ性格が異なり、カロリーヌは常に表情豊かかつ傲慢な態度で主人公には威圧的に接し、ジュスティーヌは常に冷静かつ無表情で主人公には素っ気ない態度を取る。
今までの「力の管理者」と同様、コープのランクアップ条件として特定のスキルを所持したペルソナを作る課題を与える。2人の制帽に書かれた文字を繋げると「OXYMORON（オクシモロン）」と読める。
正体は「ラヴェンツァ」というベルベットルームの住人で、統制神ヤルダバオトによって引き裂かれたことで双子になっていたことが明らかになる。

### 協力者
佐倉 惣治郎（さくら そうじろう）
声 - 中田譲治
演 - 森山栄治
アルカナ - 法王
コープアビリティ - パレス探索時にSP回復ができる消費アイテム（コーヒー、カレー）が調理可能になるレシピ。
元官僚で、四軒茶屋の裏路地にある純喫茶「ルブラン」を経営するマスター。ルブランはメディアでも取り上げられる知る人ぞ知る名店でコーヒーの味と特製カレーが名物。
「ルブラン」の客と主人公の親が知り合いだったことから主人公を居候させる。ゲーム開始直後は主人公を邪険にし、邪魔者扱いしていたが、理由があってのことだった。主人公の学校での様子を何かと気にかけたり、突如に連れ込んだ猫（モルガナ）のエサを与えたりなど、口数は少ないが根は世話焼きで優しい性格。
過去に別の場所で経営していた喫茶店は繁盛していたらしいが、とある事情から現在の場所に移転した。双葉の母である若葉とは古い知り合いであり、彼女の死後、親戚中をたらい回しにされていた双葉を見かねて引き取り、養子とした。
岩井 宗久（いわい むねひさ）
声 - 江川央生
アルカナ - 刑死者
コープアビリティ - 銃の改造、装備のディスカウント。
渋谷の裏通りにあるミリタリーショップ「アンタッチャブル」の強面店長。首にヤモリの刺青を入れている。主人公とは武器商売の付き合い。
モデルガンのカスタムに長ける。コープのイベントを進めると、若い頃は本物のヤクザだったことや、未婚であるが養子がいることが判明する。店で販売するモデルガンはあくまでもリアルなモデルガンであるが、実弾が発射可能なものを作る腕前もあり、ヤクザ時代の兄貴分が違法改造銃を手に入れようと岩井に接触してくることになる。
『P5S』では夏休みのため、臨時休業になっている。
武見 妙（たけみ たえ）
声 - 斉藤佑圭
アルカナ - 死神
コープアビリティ - パレス探索時にHP回復、SP回復、状態異常回復に使用する薬とアクセサリーの販売。
四軒茶屋の裏路地で内科医をしているショートヘアで赤みのある目の色をした女医だが、私服姿はパンクファッションである。ルブランの客でもあり、惣治郎とも面識はある。
独特の持論に基づきながら自作の薬を売るため、闇医者や藪医者と呼ばれていたり、腕は確かながら医学界の権威と揉めたため、学会から異端視されていたりする。
新薬開発に熱を入れており、主人公に薬を売る見返りに治験を依頼する。
『P5S』では学会出席のため、休診になっている。
川上 貞代（かわかみ さだよ）
声 - 渕上舞
演 - 南沙羽
アルカナ - 節制
コープアビリティ - 日常生活における行動回数の増加。洗濯、ツール作成、調理などの作業代行。
秀尽学園の国語担当の教師であり、主人公と杏の担任。ぼさぼさの髪をして終始眠そうな顔をしている。
特技は魚釣りであり、その腕前は竜司が驚く程のレベルである。事なかれ主義であり、前歴持ちの主人公を押し付けられたことに不満を持っている。
秀尽学園勤務以前は生徒に向き合う真面目な教師だったが、そこで教え子を事故死させた責任を感じ、現在の性格になった。コープのイベントを進めると「いつも眠そうだったあの川上が」と生徒に言われるほど、生徒と真面目に向き合う教師となる。
裏では学校に秘密でアルバイトをしており、「べっきぃ」という源氏名でツインテールのメイド姿で派遣家事代行サービスを務めている。コープは基本的にアルバイト中の川上を呼び出す形で進行する。コープイベントを進めるとバイトを辞めるものの、主人公に対しては家事代行は続ける。
なお、ペルソナ5サウンドトラックによれば、授業中のBGMのタイトルは『つまらない』である。
御船 千早（みふね ちはや）
声 - 松来未祐（ゲーム） / 照井春佳（アニメ・P5R）
アルカナ - 運命
コープアビリティ - 能力値の一時的な増加やコープの進捗など主人公の活動を有利に進めることができる占い。
朗らかで可愛らしい容姿のタロット占い師の女性。
新宿で占い屋をしており占いは百発百中。時折、客に「ホーリーストーン」なる怪しい石（実態は岩塩）を10万円で売っている。
他者の運命は絶対であると信じている。それゆえに不幸な目に遭うはずだった客の運命を主人公が言葉だけであっさりと変えたことに納得していなかった。
予知能力的な能力ももっており、それが元で田舎に居づらくなり上京。生活に困っていたところをHPTC（ホーリーパワー・トータルコミュニケーションズ）なる団体の会長・福来友一に声をかけられ、「ホーリーストーン」を売る片棒を担ぐことになる。コープイベントを進めると、福来会長の「改心」込みによる自首によってでHPTCとは手が切れるが、HTPC会員からは「巫女様」と呼ばれ頼られる関係になるのは大きく変化しない。
田舎は明らかにはなっていないが、主人公と恋人関係になるなどした場合は、訛りが出てくる。
東郷 一二三（とうごう ひふみ）
声 - 磯村知美
アルカナ - 星
コープアビリティ - 戦闘中のメンバー交代などの戦術スキル。
洸星高校2年生で、祐介と同学年であるが、面識がある程度で交流はない。神田の教会で将棋をしている。
女流棋士のリーグ優勝したことから「美しすぎる棋士」として注目され、モデルのような仕事もしている。対局中に熱が入ると、棋士だった父（現在は身体を壊して主夫業）の教え方から、ファンタジー世界の国王のような口調で厨二的な発言になる。
しかし、実態は母親の光代が八百長対局を仕込んでいたなどしたためであったため、棋力は高いがトップレベルというほどではないことが判明する。
織田 信也（おだ しんや）
声 - 金田アキ
アルカナ - 塔
コープアビリティ - 銃スキルの取得。
秋葉原のゲームセンターに通う小学生の少年。素直な性格で怪盗団の大ファンでもある。クエストの1つをクリアする際に接触する必要が生じてくる。
ガンシューティングゲームが得意で「ガンナバウト」というゲームの腕は「キング」と呼ばれるほどで、「チート」と呼ばれるずるをするプレイヤー相手にも勝てるほどの実力者であるのだが、ゲームプレイ中だけは口が悪くなることが原因でゲームを通じての友人などが出来ずにいる。
母子家庭であり、母親の華恵がモンスターペアレンツ化していることに悩む。
大宅 一子（おおや いちこ）
声 - 内山夕実
演 - 塩見奈映
アルカナ - 悪魔
コープアビリティ - パレスで敵に発見された際の警戒度の低下。
黒髪ボブカットの色っぽい二十代半ばの女性記者。サングラスとカメラが特徴。
班目の取材をしようとしていて主人公たちと班目自宅前で出会い、金城の名前を入手するために主人公から再び接触。以降、怪盗団の記事を執筆することになる。
以前は政治部の記者だったが、とある事件の真相を追う過程で相棒の佳代が行方不明になり、文化芸能部へと左遷になった。
一見するといい加減だが、前述の事件の真相を未だに追っている。かなりの頻度で新宿のゲイバー「にゅぅカマー」で酔っ払っており、「にゅぅカマー」のエスカルゴ・ララちゃんの言では、あまり酒癖はよろしくないようである（徹夜で付き合わされるからと、大宅がトイレに行った隙に主人公を帰宅させるなど）。
三島 由輝（みしま ゆうき）
声 - 阪口大助
演 - 糠信泰州（初演・#2）、田村升吾（#3）、中島拓人（#4）
アルカナ - 月
コープアビリティ - 非戦闘メンバーの経験値入手。
主人公のクラスメイト。バレー部所属で、当初は鴨志田の「呼び出し」を受けては見た目にも判る傷を負っていた。
鴨志田事件の解決後から怪盗団に精通しており、ネット関係に明るい。リクエストの仲介人で「怪盗お願いチャンネル」の管理人でもある。
吉田 寅之助（よしだ とらのすけ）
声 - 野田圭一
アルカナ - 太陽
コープアビリティ - シャドウと会話を有利に進めることができる交渉術。
渋谷駅前で街頭演説をしている元国会議員の男性。
有力議員のバックアップを受けてチルドレン議員として当選したが、私的な旅行で議会をすっぽかす、政党費の使い込み疑惑（実際には冤罪）、記者会見での舌禍といった「ダメ寅のトリプルプレー」と呼ばれることになる不祥事を立て続けに起こして失職。その後は足かけ20年7回連続落選中だが、政治家へ夢は諦めておらず、夜になると渋谷駅前で演説している。
上記の不祥事から演説に足を止める者は少ないが、国の将来や国民（特に若者）のことを真剣に考えており、演説の腕は確かである。
他のコープに関わる者は何らかの形で身近な相手の「改心」を目の当たりにして主人公が怪盗だと気付くのだが、寅之助だけは関係者の「改心」を行われずとも独力で主人公が怪盗であると見抜く。
コープを進めていた場合には12月の選挙で当選し、他のコープ関係者ともども主人公の釈放に尽力することになる。
 新島 冴（にいじま さえ）
声 - 甲斐田裕子
演 - 茉莉邑薫
アルカナ - 審判
コープアビリティ - なし
パレス - 賭場 / 罪 - 嫉妬
真の姉。若くして検察特捜部のキャリアとして活躍する。
両親はすでに死去し、真の保護者として親代わりになっている。出世欲が強く、少しでも手柄を立てようと激務をこなしているが、他人はおろか真に対してさえ辛辣な態度でいることが多い。亡き父（声 - 徳本英一郎）のことを「正義を標榜しただけの男」として軽蔑している。
本作のシナリオの序盤から中盤までは捜査機関に捕まって冴の取り調べを受ける主人公が過去を振り返って自白するという形で進んでいく。
変身後シャドウは「ニイジマ・レビアタン・サエ」であり、大きな黄色い薔薇に彩られた女優帽を被り黒いアイラインで太めに縁取られた目に棘付き首輪で露出度の高いドレスを着用し肩から二の腕に模様がある姿をしている。第二線では髪と目ぐらいしか冴の名残がないスパイクアーマーのバーサーカー姿でガトリングガンとグレートソードを備えている。
パレスを継続させておく必要があったため（#ストーリー参照）、全ボスの中でオタカラを盗まれていない唯一のパレスの主。ゲームにおいてはオタカラが何であるかは明らかにされていないが、アニメでは主人公たちが用意した偽のオタカラとして「父親の警察手帳」が登場した。
丸喜 拓人（まるき たくと）
声 - 日野聡
アルカナ - 顧問官
ペルソナ - アザトース → アダムカドモン
武器 - 杖
コープアビリティ - 主人公の戦闘を優位に進めるスキル取得およびSPの増加。
パレス - 研究所 / 罪 - 悲嘆
『P5R』で登場。怪盗団の新たな協力者の男性で、鴨志田事件以降に秀尽学園へ生徒のメンタルケアのために期間限定（11月まで）でスクールカウンセラーとして雇われる。
聞き上手、話し上手で的確なアドバイスがもらえると竜司、杏を含む生徒たちから好評で女子生徒からの人気も高い。
学生時代に留美という女性と恋仲であったが、留美は家族が殺害されたことで精神を病む。その留美の様子を見て自身もショックを受け、ペルソナ能力に覚醒。留美の精神を癒す（認知を書き換える）ことには成功するものの、自身に関する記憶も留美の心からは失われてしまった。
芳澤すみれとは秀尽学園以前からもメンタルケアを行っており、姉・かすみの事故死による精神的苦痛を和らげるために、すみれに自身がかすみであるとの認知の書き換えを行っていた。
12月24日に現実とメメントスが一体化した時にペルソナが実体化するようになり、同日にメメントスのコアが討たれた後の僅かな間にペルソナのアザトースがメメントスの制御を奪って力を作用することで、大衆への認知の書き換えが行えるようになった。その世界は、死亡した若葉（双葉の母親）、真と冴の父親、春の父親、明智も生存しているという世界であった。
心の怪盗団のペルソナとの大きな違いは、ペルソナ使いでありながらパレスを持っているという事とメメントスに力を作用させている事が挙げられる。また、今までのパレス持ちの敵との大きな違いは欲望のために他人を顧みない私利私欲の塊であったが、丸喜は現実を思いのままに支配する能力をあくまで他人のために使用し人を救いたいという欲望が根底にあるという点。
マルキ・パレスのオタカラは「トーチ（たいまつ）」であり、現実世界では「彼女であった女性（留美）の家族が殺された新聞の切り抜き」である。
ジョゼ
声 - 森下由樹子
『P5R』で登場。メメントスにいる正体不詳の謎の少年。
人間の勉強のためと称してメメントスに咲く花をジュースに変えて飲んでいる。
主人公が集めた花をアイテムと交換してくれたり、イシをアクセサリーに変えたり、スタンプに応じて特殊効果を発生させたりと様々な取引をしてくれる。
終盤、主人公たちが戦うこともできるが、やはり正体は不明のままである。

### 怪盗団のターゲット
パレスの主たちは「七つの大罪」をイメージして創作されており、鴨志田は「色欲」、斑目は「虚飾」、金城は「暴食」、双葉は「憤怒」、奥村は「強欲」、冴は「嫉妬」、獅童は「傲慢」をイメージしている。
これらの名称は、それぞれ「イシの名称」や「PS4のトロフィー名」にもなっている。双葉と冴は上述参照。
鴨志田 卓（かもしだ すぐる）
声 - 三ツ矢雄二
演 - 髙木俊
パレス - 古城 / 罪 - 色欲
秀尽学園の体育教師で、バレー部の顧問。ウェーブのかかった黒髪と太い眉に長めの顎と特徴的な顔立ちでバレー選手らしく高身長かつ筋肉質でガタイが良い。
高校時代は全日本で優勝経験（その時のメダルは"妄執のトロフィー"として認知世界で具現化した）があり、オリンピックの金メダリストという輝かしい経歴を持つが、人間性に非常に難がある。
学園では生徒に対する体罰やセクハラ、恐喝をしたり基本的に周囲の人間を見下したりしているが、それは自分は学校という城の支配者（王様）で、生徒は奴隷といった認識故の行動。陸上部の臨時コーチをしたこともあるが善意ではなく「バレー部以外に活躍する部活動は不要」との考えからで、部員らに厳しい練習を負わせ、母子家庭などを指摘して竜司を挑発し暴行させて、正当防衛として反撃し竜司の足を潰し、その暴力事件から陸上部を廃部にした。
また、鴨志田の事件を解決する中で主人公、竜司、杏の三人はペルソナを覚醒させることになる。
改心されたのちは、自己嫌悪や罪悪感に苛まれ、自主的な自宅謹慎の後、全校朝礼に現れて全校生徒の前で土下座し自分の罪を告白。そして杏の糾弾を受け警察を呼んでほしいと頼み自首している。
変身後のシャドウは「カモシダ・アスモデウス・スグル」となり巨大で角のある頭に王冠をつけピンクの肌に青く長い舌と四本の腕(それぞれワイングラス、金のナイフ、金のフォーク、刀のような武器)を持つ姿で「盲執のトロフィー」から体力を補う。変身前のシャドウはピンク色のパンツに赤地に白い毛皮のついたマントを羽織って頭に王冠をつけている。
鴨志田パレスのオタカラは「王冠」で、現実世界では鴨志田の「オリンピックの金メダル」である。
斑目 一流斎（まだらめ いちりゅうさい）
声 - 堀之紀
演 - 高松潤
パレス - 美術館 / 罪 - 虚飾
世界的にも有名な老齢の日本画家。祐介の師匠であり、育ての親でもある人物。
祐介や弟子達の作品を盗作するなど画家としてのモラルは乏しく、祐介を含めた弟子達を物のように扱っている。自身の代表作「サユリ」も、祐介の母の遺作を奪い、加工したもの。
自分の家=パレスを「美術館」と認識しており、それゆえに変身前シャドウは服装が黄金の衣装を身にまとい、殿様を彷彿とさせるような格好をしている。変身後シャドウは「マダラメ・アザゼル・イチリュウサイ」となり目・鼻・口の入った額縁で構成された巨大な顔のような姿となる。
班目パレスのオタカラの正体は金の額縁に飾られた「サユリ」（加工前の赤子の祐介も描かれているもの）である。
改心したのちは人々の前で謝罪会見を開いてどこぞの元議員のように涙を流しながら謝罪、その後は警察に出頭したが高齢を考慮され警察病院で事情聴取を行う事となった。
その後はオタカラの「サユリ」は祐介の所有となるが惣次郎に託され、ルブランに飾られることになる。
祐介を物の様に扱っていた一方、知り合い曰く本当に愛していたと思しき描写もあった。昔は気概があり、画壇の頂点を目指そうとするなど真っ当な心があったが権力の争いにより心が黒くなってしまったとのこと。
実は獅童と裏で繋がっており、自身の贋作ビジネスで稼いだ金は獅童に貢いでいた事やマネーロンダリングされていた事が後に判明する。
金城 潤矢（かねしろ じゅんや）
声 - 田中一成（ゲーム） / 藤本たかひろ（アニメ・P5R）
演 - 宮下雄也
パレス - 銀行 / 罪 - 暴食
非常に金に執着の強い暴力団風の男。ストリートギャング風の見た目で茶色のオールバックの髪に嫌味な表情と恰幅の良い体型をしている。
未成年に違法薬物入りの封筒をコインロッカーに運ばせるといった仕事を斡旋しては、その様子を写真に撮って脅迫材料にして金を巻き上げ、さらには被害者家族をも脅す方法で金を稼いでいるクズ男。
乗り込んできた真や主人公たちにも酒瓶、酒、タバコなどと共に写真に撮って、未成年飲酒、喫煙の証拠としてバラまかれたくなければ300万円を支払えと脅してくる。さらにはその金を違法利息で貸し付け、真や杏の女性陣には「割りの良い仕事」を紹介。返済が終わる頃にはそういった仕事をしていたという事実を材料にさらなる脅迫を行う魂胆であった。
渋谷の街全体を「自分の銀行」、被害者を「歩くATM」と思っており、「足が着かない」≒「（自分は）逮捕されない」の認知の現れから、カネシロ・パレスは空飛ぶ巨大銀行になっている。
金城の金への執着の元は昔の貧乏かつふくよかな容姿から底辺の座に甘んじていたためである。また、今の地位にのし上がるまでに相当な苦労をしていた。
変身後シャドウは「カネシロ・バエル・ジュンヤ」になり目が赤い複眼で背中に羽のあるハエ人間のような姿で言動がラッパーじみたものになる。変身前シャドウはスーツ姿に七三分けの髪型にちょび髭という姿である。
なお戦闘中は巨大金庫「ブタトロン」を破壊しないと本体にダメージが入らず、破壊後も鉄壁の防御を持つ部下に守られる。もっとも、その部下とは金のつながりであり雇用する金が無くなると立ち去る。
カネシロ・パレスのオタカラは「巨大な金の延べ棒」、現実世界では「子ども銀行券（1億円札。図柄はシャドウ金城）が詰められた金色のアタッシュケース」である。
実は獅童と裏で繋がっており、彼が未成年から巻き上げていた金は獅童に貢いでいた事が後に判明する。
奥村 邦和（おくむら くにかず）
声 - 掛川裕彦
演 - 松本寛也
パレス - 宇宙基地 / 罪 - 強欲
三代続く大企業オクムラフーズの社長であり、春の父親。娘に対しての愛情が薄れている。
会社を宇宙基地と認知しており、社員をロボット扱いしていたり、娘である春にほぼ無理矢理、政略結婚をさせようとしていたりと、かなり利己的な人物。
変身後シャドウ「オクムラ・マモン・クニカズ」は角のある宇宙服のような形のおもちゃに見えるものに身を包んでマントを羽織ったような姿をしている。
戦い及びバトルの内容は次々に出てくる「社畜ロボ(ヒラ・主任・係長・課長・部長・専務)」を時間内に倒すという内容。なお『ザ・ロイヤル』ではシャドウ邦和の言うことを忠実に聞く「春ロボ」も登場する。
主人公たちの修学旅行くらいから、怪盗お願いチャンネルの改心ランキングで急速に1位となる（後に獅童側からの操作と判明）。怪盗団とわだかまりができたモルガナが単独でオクムラ・パレスに突入し撃退されたとろを春に救われ、その後、春の意に沿わぬ政略結婚を中止させるために怪盗団はオクムラ・パレスへ挑むことになる。
そして怪盗団に倒されてオタカラを盗られ改心したシャドウ邦和だったが、パレスから戻る前に怪盗団以外の誰か（後に明智と判明）に射殺されて死亡。このことで現実の邦和本人も会見の途中で目鼻口から液体を垂れ流して廃人化しそのまま死んでしまう事になり、春は父親を亡くすことになる。
オクムラ・パレスのオタカラは「施設の核（エネルギーコア）となる丸いパーツ」であり、現実世界では子供の頃に奥村が手に入れたいと望んでいた「宇宙船『ギャラクシー号』のプラモデル」である。
なお、春の話によると、邦和の代以前は小さい会社で、祖父の人情経営が原因もあって貧しく、邦和はプラモデルを買ってもらえなかったうえ、家に度々借金取りが押しかけてきていたらしいことが聞け、これが邦和が歪んだ原因となっていることが覗える。
獅童 正義（しどう まさよし）
声 - 池田秀一
演 - 菅原健志、タイソン大屋（#4）
パレス - 客船 / 罪 - 傲慢
スキンヘッドに顎先だけの顎髭と薄い色のサングラスのやや強面気味な衆議院議員で、現内閣の内閣府特命担当大臣。与党の有力議員で現役閣僚でもある大物政治家。明智の実父でもある。
社会で発生している様々な事件に対し憂慮する発言がたびたびテレビ放送で流れる。国民的人気は高く新党を立ち上げて、その首班となるのではと噂されている。
類い希なるカリスマ性や考えを曲げない一本筋の通った清廉な姿勢をもつが、先に待っていた人間を無視してエレベーターに乗り悪びれもしないなどのぞんざいな部分もみられる。
その実態は、一連の廃人化や精神暴走事件を引き起こした黒幕。パレスは沈没した日本を遊泳する国会議事堂の姿をした巨大豪華客船（作中で入手可能な船内パンフレットによると船名は「大獅童丸」）で、「日本を沈めても自分だけは生き残る」という、獅童の人間離れしたレベルの利己心が形になったもの。シャドウは船長を自称するが、現実の本人も「国の舵取り」「俺の舵取りに従っていればいい」「新たな未来へ出航する」「幸福な未来へともに船出しよう」というような台詞が出てくる。
獅童のシャドウは棘の付いた鼻から上を覆うマスクを被った男「シドウ・サマエル・マサヨシ」でありどこぞの赤い彗星に似た感じをしている。第二形態では筋骨隆々のどこぞの汚物を消毒しそうな世界観の服装をした獅童となり、第三形態では異常に筋骨隆々になった筋肉故かピンク系の色をした獅童の姿となる。
戦闘中は沢山の金色の人間型シャドウがライオン(王獣)→アンズー(王翼)→ピラミッド(王墓)のような形状となる「人柱」に乗ってプレイヤーと戦う。「人柱」がノックダウンされた後は、金城や奥村と同様に獅童本人との戦いになるが、金城や奥村本人がほぼ戦力ではなかったのに対し、シドウは筋肉質の男と化してプレイヤーと戦う（P5Rでは体力が一定以下になると最終的に主人公との一騎討ちとなる）。
獅童パレスのオタカラは「操舵輪」であり、現実世界では「議員記章」である。
統制神ヤルダバオト
声 - 津嘉山正種
パレス - 監獄、クリフォトの世界 / 罪 - 怠惰
本来は願いを叶えるとされていたオタカラ「聖杯」が統制の神と化した存在。
聖杯が大衆の「誰かに全てを任せて、自分は特に何もせず何も考えず生きていきたい」という怠惰な願いで歪んだ結果、統制の神と化したもの。人間に失望しており自らは人間を管理するための存在になり、最終的に人の自我を奪って現実世界をメメントス化させる事を目論んでいた。
そのため人間の可能性を信じているイゴールに対して、それぞれ「トリックスター」として選んだ者たちを使って戦わせ合いながら、大衆の本意を見極めるための「ゲーム」を持ちかけた。ヤルダバオトが選んだのが明智そしてイゴールに選ばれる筈だったのが主人公だった。
また、ベルベットルームに侵略してイゴールを封印し、本来の住人であるラヴェンツァを引き裂いて記憶を封じてカロリーヌとジュスティーヌにした。イゴールは封印される寸前に「トリックスターを導くもの」を生み出し辛うじて外界に逃がしたが、以降ベルベットルームはヤルダバオトの支配下に置かれていた。そのため本編ではイゴールの姿に化け、主人公の手助けをしているが、それは主人公を持ち上げた挙句に最後は絶望に突き落とすためでしかなかった。
なお、謎の蝶々（ラヴェンツァ）が語っていた「これは理不尽なゲーム」「勝機はほぼないに等しい」とは、主人公たちの本当の敵は「怠惰した大衆全て」と呼べる存在であり、本来なら主人公を導く中立立場のベルベットルームですら敵の手に堕ちていた事を示していた。
第一形態は聖杯で両隣には巨大な手のようなオブジェがある姿で黒ずんでいるが、大衆の欲望を赤いチューブのようなものから吸う度に体力が回復し金色に輝いていく。但し最終決戦時は最初から金色に輝いている。
第二形態は模様のようなものがあるだけの顔の部分に、超巨大な金属でできた三枚の翼を持つ天使のような姿で、統制神ヤルダバオトはこのときに名乗る。また、戦闘時には腕を生やしそれぞれの腕は「処刑の銃」、「告知の鐘」、「断罪の剣」、「律法の書」を持つ。
設定資料集では「顔はミラー状になっていて、顔を覗き込んでも見ている人が映るだけで、ヤルダバオトの真意はわからないといったイメージにしたかった」とある。

### メメントスのターゲット
中野原 夏彦（なかのはら なつひこ）
声 - 深川和征
演 - 細川晃弘
メメントスにおける最初のターゲット。役所の窓口担当で、斑目の元弟子。
別れた恋人にストーカー行為をしていたことで怪盗団によって改心された。
そののちに班目の改心を依頼してくることになる。それゆえか祐介とも面識はあり、班目の下に残っている祐介を心配しているという点もある。
巻上 和也（まきがみ かずや）
声 - 逢坂良太（アニメ）
渋谷の飲食店を狙う窃盗グループの一員。窃盗に加え、弟の尚也に暴行していた。
なお、アニメ「THE DAY BREAKERS」は、彼をターゲットにしたサブクエストが元になっている。
最上 夢子（もがみ ゆめこ）
声 - 米山有佳子（アニメ）
秀尽学園の女子生徒。三番目のターゲット。
意中の同級生に対してネトストをしていた。後に怪盗団による改心によって彼に告白することを決心したものの告白自体は不発に終わるも、友達から始めることになった。
ツカサ
声 - 猪股慧士（アニメ）
真コープに登場。何人もの女性に金を貢がせていた男性ホスト。
主人公と真に妨害され、その後は怪盗団により改心している。また、アニメではメメントスのターゲットとして登場している。
一色 葉司（いっしき ようじ）
声 - 徳本英一郎（アニメ）
惣治郎コープの中で登場する、双葉の伯父。
金に困って惣治郎を脅してきたりする。主人公や双葉を見下している。

### その他のキャラクター
鈴井 志帆（すずい しほ）
声 - 佐藤朱
演 - 早乙女ゆう
秀尽学園の女子生徒。バレー部員。杏と竜司は中学時代からの同級生で、杏とは親友でもある。
三島同様に鴨志田からは「指導」名目での呼び出しを度々受けていたが、杏への誘惑がうまくいかず逆ギレした鴨志田からの呼び出しを受けた後、校舎屋上から飛び降り自殺を図る。その際に命は取り留めたものの、意識不明の重体となる。
杏のコープイベントを進めると、意識が回復し、リハビリを通して身体が動くようになり、主人公、杏と共に学園屋上を訪れた後、遠くの高校へと転校して行く。
校長
声 - 平井啓二
演 - 山岸拓生
秀尽学園の校長。恰幅のいい見た目で事なかれ主義の無責任な人物。
学校に業績を付けるために前歴持ちの主人公を引き受けたが、学園内の不祥事を自身や教師で解決しようとせず、生徒会長の真に丸投げする。
実は獅童と裏で繋がっており、後に利用価値が無くなったと判断された事で獅童に切り捨てられ、主人公たちが帰国する日に警察署へ向かおうとした途中で苦しみだし、トラックに跳ねられ死亡する。
事件が解決するまで、冴及び世間では校長の死亡も怪盗団の仕業と思われていた。後に（怪盗団が出したものではない）贋の予告状なども発見されている。
特捜部長
声 - 麻生智久
地検特捜部の部長。ハゲかけの髪と眼鏡が特徴の細身の男性。
冴の調査を快く思っていないものの、捜査の便宜を図ってくれる場面もあるなどある程度は柔軟性のある人物。
実は獅童と裏で繋がっており、後に獅童に用済みとして切り捨てられジョーカー達の知らぬ間に殺される。
一色 若葉（いっしき わかば）
声 - 荒川美奈子
眼鏡をした双葉の母。故人。惣治郎とは古い知り合いで仲が良かった。
交通事故で死亡しており、双葉はこの時のことが原因で自らの心の中で母親のシャドウを作り上げ自分で自分を苦しめ続けることになる。
乾（いぬい）
声 - 麻生智久
秀尽学園の歴史担当教師。既婚者。実は教師生活20年のベテラン。
礼儀正しい人物ではあるものの、上辺で物事を判断する部分があるので人を見る目がない。
「それじゃ～はじめましょうかぁ」など、妙にオカマっぽい感じの話し方をする(本当にそっち系なのかは不明)。
宇佐美（うさみ）
声 - 吉川未来
秀尽学園の数学担当の女教師。眼鏡で知的かつ真面目で厳しそうな雰囲気を持つ。
現実主義者で、冷静かつ淡々と授業を進める。オクムラフーズのハンバーガーに興味があるらしい。
牛丸（うしまる）
声 - 松本大督
秀尽学園の公民担当教師。眼鏡をかけた中年男性。甘えを許さないタイプ。
生徒や今時の若者に対する不快感を隠さない、ある意味では清々しいといえる人物でもある。不真面目な生徒に対するチョーク投げは高い命中精度を持つ。
授業などの様子とは裏腹にプライベートでは孫がいて、よくヒーローごっこなどで相手をしている良きおじいちゃんではある模様。
蝶野（ちょうの）
声 - 藤野とも子
秀尽学園の英語担当の女教師。黒髪に三白眼気味の目が特徴。
海外経験が長く、それ故か色っぽさのある独特のノリを見せるものの、真面目で教育熱心。
鴨志田事件後、学校が同じ事件を繰り返さないようにするため、他の教職員が不正行為を行っていないか調査に向かった。
蛭田（ひるた）
声 - 菅沼久義
秀尽学園の生物担当教師。ナルシストで中二病感のある人物。
授業では冒頭から「悲しいね…」と言い出したり、自分に酔ったねっとりした語り口調で多少のウザさと胡散臭さは目立つものの、授業内容は普通である。
表情からも見て取れるレベルのナルシストかつ中二病すれすれの人物だがモルガナによれば「手遅れ」であるらしい。
ミカ
声 - 宮下早紀（アニメ）
杏のモデル仲間で、杏より年上。気が強い性格で、性格に多少難がある。
売れるためなら悪口やウソ泣きなど手段を選ばないが、杏と違って太りやすい体質などから、プロポーション維持のために徹底した自己管理をするなどの高いプロ意識も持っている。
エスカルゴ・ララ
声 - 麻生智久（アニメ）
一子の行きつけのバー「にゅぅカマー」のママ。紫の髪と泣きぼくろに、恰幅のいい着物姿が特徴。
未成年の主人公には決して酒を吞ませようとはせず（一子が飲ませようとすると睨みつける）、遅くなる前に帰宅を促す。
巻上 尚也（まきがみ なおや）
声 - 斉藤壮馬
和也の弟。悲しげな目と眼鏡が特徴。
兄の和也に暴力を振るわれていながら、兄の改心を依頼してくる。
高尾 栄子（たかお えいこ）
声 - 篠原侑（アニメ）
真コープに登場。秀尽学園の女子生徒で、真とは同じクラス。
クラスメイトなだけだったが、コープを進めることで真と友人関係を築く。そして「大学に行って何をするの?」との問いを真に投げかけ、真が進路を考え直すきっかけとなった。
中岡（なかおか）
声 - 岩瀬周平（アニメ）
竜司コープに登場。元陸上部員。
コーチの復帰を訴えていたが、部員の家庭事情を鴨志田にばらしていた犯人でもある。
武石（たけいし）
声 - 小林直人（アニメ）
竜司コープに登場。元陸上部員。
親がPTA会長であるため、山内に利用されそうになっていた。
山内（やまうち）
声 - 徳本英一郎（アニメ）
竜司コープに登場。秀尽学園の地理教師。竜司曰く「ミニ鴨志田」。
陸上部の新しい顧問に立候補したが実際は話題作りのためであり、結果的に計画をばらされて外された。
芳澤 伸一（よしざわ しんいち）
『P5R』で登場。眼鏡をした芳澤姉妹の父。
娘を過保護並に大切にしており、すみれが自殺することを防ぐために監視している。

## 舞台

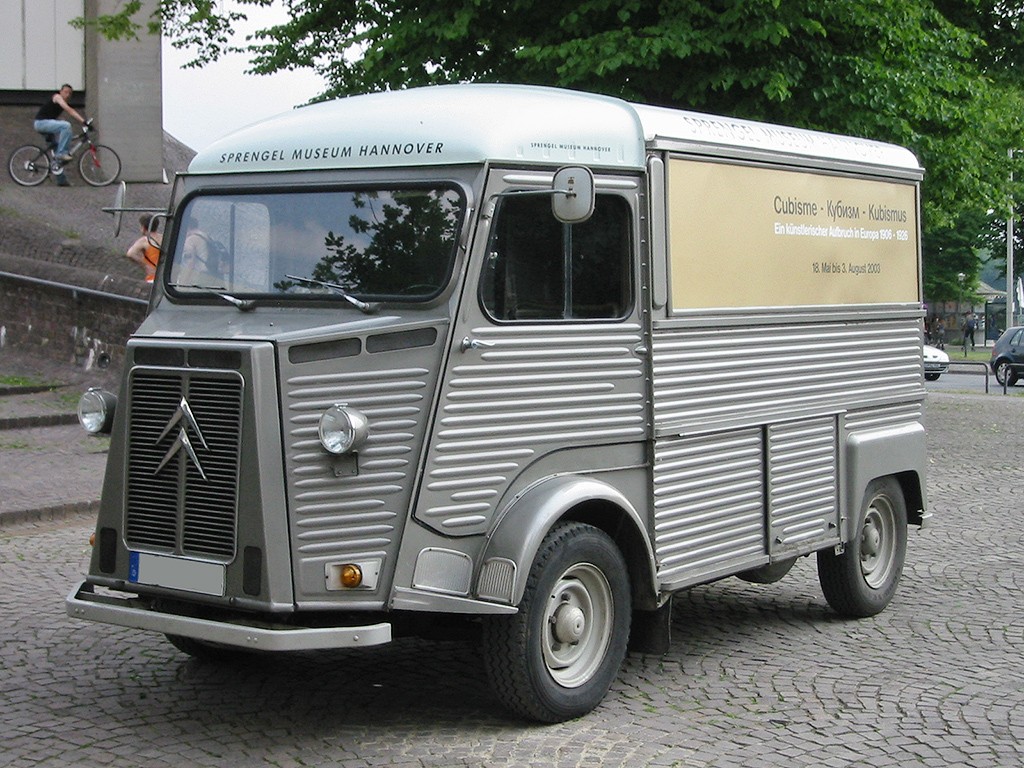
モルガナの変身した「モルガナカー」のモデルである、シトロエン・タイプH。エピローグにおいて、真が運転しているのも、色違い水色の同じ車種である。

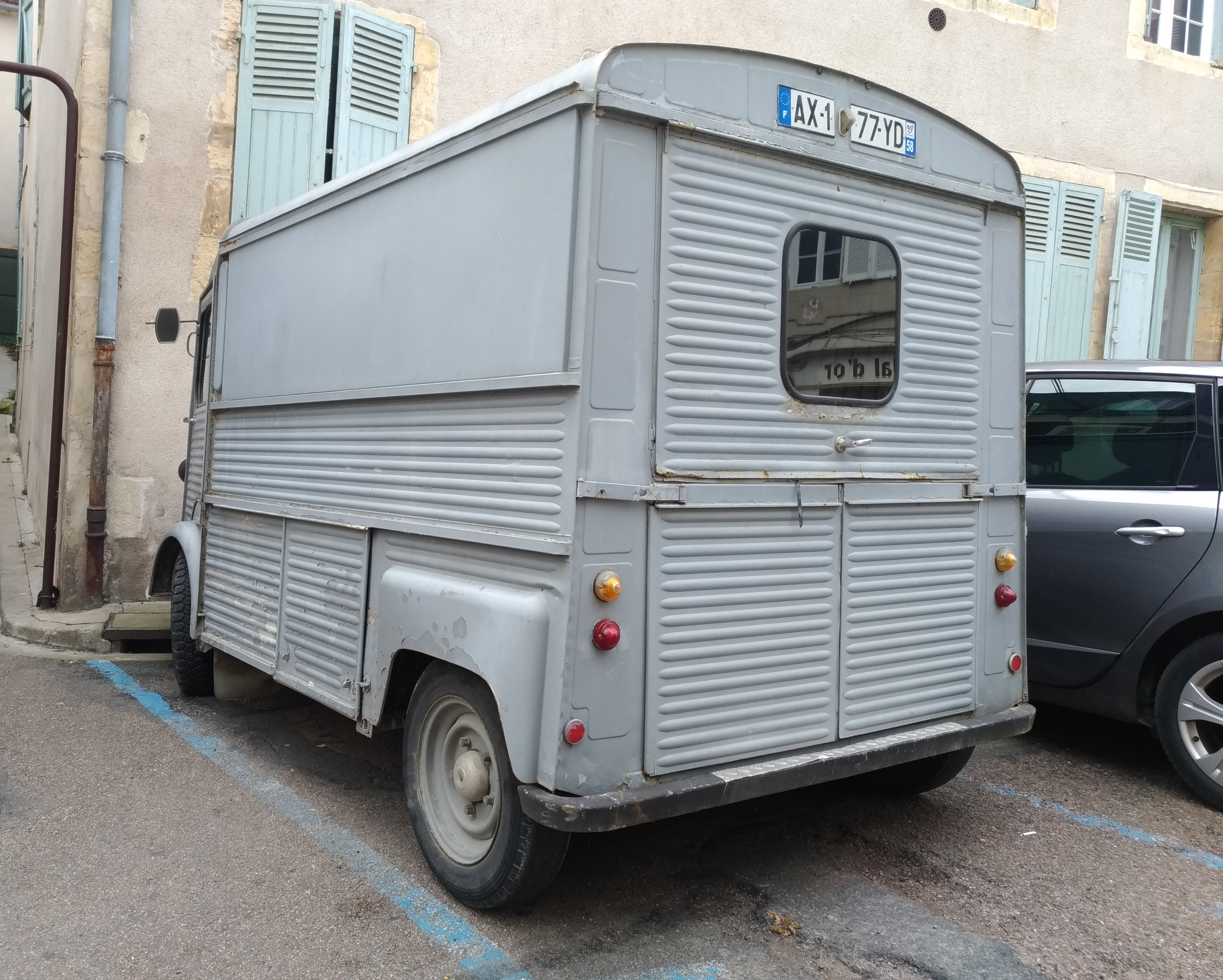
シトロエン・タイプHを後部から見たところ。

本作の舞台は東京都内で、地名も実在のものや表記の一部を変えたものが多数登場する。
- 四軒茶屋
- 蒼山一丁目
- 渋谷
- 新宿
- 秋葉原
- 神田
- 神保町
- 明治神宮前
- 市ヶ谷
- 荻窪
- 井の頭公園
- 原宿
- 元町・中華街
- お台場海浜公園
- 水道橋
- 上野
- 月島
- 銀座
- 池袋
- 埋浜
- 浅草
- 赤坂見附
- 三浦海岸
- 六本木
- 永田町
- 吉祥寺 - 『P5R』にて登場。
- 品川 - 『P5R』にて登場。
- 中野 - 『P5R』にて登場。

## 用語
ペルソナ
誰しも持っている、心に秘めた「もう一人の自分」、あるいは人が事物と関わるとき、面に現れる「心の仮面」。『ペルソナ4』同様、先天的な素質はない。
本作では「理不尽に対する怒り」「反逆の意志」の現れとされており、文字通り「仮面」が召喚のキーとなっている。ある特定の条件を満たした時に己の顔に現れる「仮面」を自らの手で剥がすことでペルソナ使いとして覚醒する。
シャドウ
『ペルソナ3』と『ペルソナ4』に引き続き共通して登場する"敵"及び人間の具現化した感情の一側面。
本作では元々は人の集合的無意識を漂うペルソナに近い存在だったが、パレスの主の欲望に取り込まれた事によって歪められた存在とされており、普段はパレスに合わせた姿で徘徊し、戦闘時には『女神異聞録ペルソナ』と『ペルソナ2 罪・罰』の「悪魔」の姿で登場する。また、シャドウとしての仮の名前とは別にペルソナとしての「真名」（＝悪魔の名前）を持っており、交渉でそれを思い出すことによって主人公のペルソナとなり、以降そのシャドウはシャドウ名が真名となる。
パレス
モルガナが命名した、強く歪んだ心を持つ者の歪んだ認知が具現化した異世界の舞台。歪んだ心の核の象徴である「オタカラ」を盗む（パレスから持ち出す）と崩壊する。
パレスを持つ人物は大抵は悪事をしているが、そうではない者もいる。また、パレスはパレスの主に強く関係する現実の施設がベースとなっており、パレスの主がその施設をどう認識しているかで内装が決まる。
パレス内で起きた事は現実のパレスの主には認識できない一方、認識が全て故にモデルガンでも主が本物と思えば本物さながらの威力を発揮する。主人公らペルソナ使いがパレス内で怪盗の姿になるのも主の認識からである。
パレス内に開かない扉がある場合、それと対応する現実世界の扉を主に「この扉は開く」と認識させる必要がある。また、パレスから現実世界に持ち出した物は、オタカラも含めて現実に同一のものが存在しても具現化する。
オタカラを持ち去られパレスが消滅した者は現実世界では改心することになるが、正気を保つためには主のシャドウが現実の自分のもとに帰る必要があり、シャドウを殺すなどしてそれが出来なかった場合は最悪、廃人と化したり自殺する恐れがある。
モルガナ曰く「ペルソナ使いは自分を御せている状態のため、パレスを持ちようが無い」とのこと。
主のシャドウ
パレスの支配者として君臨する、パレスの主の分身の具現化。
『ペルソナ2』と『ペルソナ4』に登場する「自分の影」と同様、金色の目である。戦闘になると怪物の姿になり、ミドルネームに悪魔の名前が入った表記に変化する。
認知上の人物
モルガナが命名した、パレスの主がイメージする彼ら自身が具現化したもの。あくまで「パレスの主が周囲の人間をどう認識してるか」が具現化・実体化しただけの虚構で、モルガナ曰く「良くできた人形の様なもの」である為、認知上の人物を殺害したり救ったりしても現実には何の影響も及ぼさない。
また、シャドウと似た存在でもあるらしく、場合によっては怪物に変貌して襲いかかってくることもある。
姿の再現度はパレスの主の観察力に左右され、通常の人間そのものの姿をしている場合や、ATMや絵など人間の姿をしていない場合もある。
オタカラ
パレスの最深部にて安置されている歪んだ心の核（コア）であり、パレスを発生させている原因が具象化したもの。主の欲望の源の形をしており、パレス内から現実世界へ持ち出すと形が変わる場合もある。
パレスの主の心の奥底にあるため普段は具現化されておらず、靄の様に空中を漂っているがパレスの主に予告状を出して「盗まれる」と意識させる事によって具現化させ、具現化している短い期間（約1日）の間に盗む必要がある。また、オタカラを盗むと自動的にパレスが崩壊を開始し、完全に崩壊すると消滅してしまい、イセカイナビからも目的地が消去され行く事が出来なくなる（中に残された物なども回収不可能となる）為、盗んだ後は崩壊に巻き込まれる前に脱出しなければならない。
メメントス
人の集合的無意識が形成した、大衆のパレスとも言うべき存在。モルガナ曰く「パレスの本来の姿」とのこと。地下鉄がモチーフとなっている。
モチーフ故に地下へ潜って行くダンジョンのような構造になっている。集合的無意識が根源のため、入り直す度に内部構造が変化する。そのため地図は役に立たず、さらに気象などによる大衆の心理状況により内部で起こる事が変わる傾向がある。
オタカラの芽
パレスを形成するほどではなくとも、何かしら歪んだ欲望を持つ人物のシャドウが持っているオタカラ。パレス同様、これを奪えば現実世界の人物は改心する。モルガナ曰く「放っておけばいずれパレスを生む」らしい。
イセカイナビ
声 - 藤野とも子（アニメ）
東京にやってきた主人公のスマホにいつの間にか入っていたアプリ。消そうとしても消えず、仮に削除しても一定時間経つといつの間にか復活する。怪盗団がパレスやメメントスに入るためのナビゲーションシステム。
パレスに入るには「主の名前」「パレスの現実の位置」「そこを主が何と認識しているか」の3つのキーワードの音声入力が必要。
ベルベットルーム
夢と現実、精神と物質の狭間に存在する青い空間。今作のベルベットルームは牢獄で、主人公は囚人の姿で牢の中に入っている。
イゴール曰く「運命の『囚われ』」であり「近い将来、破滅が待ち受けている」らしい。
精神暴走事件
主人公が転校する数ヶ月前から頻発していた事件。
突如人が変わったように暴走したり廃人になるなどして重大な事故・事件を起こす人が増えていた。
怪盗お願いチャンネル
クラスメイトの三島が管理している架空のアングラサイト。略して「怪チャン」。
場面切替時の画面右下に時折このサイトの怪盗団の支持率や閲覧者のコメントが表示され、シナリオ中の怪盗団に対する世間の認識が判るようになっている。怪盗団に改心させてほしい人物の書き込みやアンケートもある。
異世界が消滅し怪盗団が役目を終えた後も、サイトは閉鎖・削除されずに残されている。
メジエド
国際的クラッカー集団。もとは双葉が創始者として個人的に活動していたもの。
有名になった怪盗団に対し挑戦状を送って挑発し、怪盗団がメジエドに下らない場合には、日本経済に攻撃を仕掛けると脅迫した。双葉のハッキングにより、メジエド内の日本人が公式サイトで個人情報を晒され、メジエドの怪盗団への活動はストップする。
当初は双葉が一人で義賊として活動していたところ、次々に各国でメジエドを名乗るものが増殖して、サイバー犯罪を犯すようになり、全員を吊るし上げるわけにもいかず、どうにもできなくなり放置していたという。
ちなみに「メジェド」とは、古代エジプトにおいて「打ち倒す者」という意味である。
ガンナバウト
オンライン機能付きのガンシューティングゲーム。信也はこのゲームが得意。
アカウントを取得すれば、全国ランキングに参加できたり、他の店の筐体のプレイヤーとの協力プレイや対戦が可能になる。
ビッグバンバーガー
オクムラフーズが全国展開するバーガーショップ。店内は宇宙船を彷彿とさせるデザインになっている。大食いチャレンジメニューも存在する。

## スタッフ
- プロデューサー・ディレクター：橋野桂
- キャラクターデザイナー：副島成記
- サウンドコンポーザー：目黒将司
- アニメーション制作：プロダクションI.G、ドメリカ

## 評価・受賞歴

### 評価
レビュー収集サイトMetacriticでは、PS4版が93/100のメタスコアであり、「MUST-PLAY」認定となった。「週刊ファミ通 通巻1449号」に掲載されたファミ通クロスレビューでは39/40となり、「プラチナ殿堂入り」となった。海外有名メディアからも高いレビューを多数獲得している。
2017年に「週刊ファミ通 通巻1500号」記念に合わせて行われた企画、ファミ通.comで全RPGを対象に投票が行われた「ファミ通ゲーム総選挙 - ゲームジャンル別総選挙 第11回 RPG総選挙」では、『ドラゴンクエストIII そして伝説へ…』や『クロノ・トリガー』などを抑え、1位を獲得した。この結果は「週刊ファミ通 通巻1494号」に掲載されている。「若者が抑圧に抗うストーリーの痛快さ、テンポの良い戦闘システム、スタイリッシュな音楽やグラフィック、ミニゲームやサブイベントが多数あり飽きずに長時間遊べること」などが、シリーズ最高の完成度と評価されている。投票した人は年齢も性別も平均的で、幅広い層から票を集めたとのこと。そして、その後「週刊ファミ通 通巻1500号」に掲載された「ファミ通ゲーム総選挙 - オールジャンル総選挙」では「全てのゲームタイトルの中で1位」を獲得した。

### 受賞
主に以下のようなアワードを受賞している。
- 日本ゲーム大賞 2015 - フューチャー部門
- PlayStation Awards 2016
  - Gold Prize[25]
  - ユーザーズチョイス賞[25]
- IGN JAPAN GOTY 2016
  - TOP 10 ランキング 1位
  - Role Playing Game部門 最優秀賞
- IGN JAPAN USER'S CHOICE 2016 - 1位
- 電撃オンラインアワード 2016 - CS部門 1位
- VFX-JAPANアワード 2017 - ゲーム映像部門 優秀賞
- 電撃PlayStationアワード 2016 - 年間タイトル部門 1位
- ファミ通アワード 2016 - 優秀賞[26]
- 週刊ファミ通 通巻1494号 掲載 ファミ通ゲーム総選挙 - ゲームジャンル別総選挙 第11回 RPG総選挙 1位[21]
- 週刊ファミ通 通巻1500号 掲載 ファミ通ゲーム総選挙 - オールジャンル総選挙 1位[23]
- CEDEC AWARDS 2017 - ゲームデザイン部門 優秀賞[注 19][27]
- 日本ゲーム大賞 2017 - 年間作品部門 優秀賞
- PlayStation Awards 2017 - ユーザーズチョイス賞[28]
- The Game Awards 2017 - Best Role Playing Game
- IGN Awards 2017
  - Best RPG of 2017
  - Best RPG of 2017 People's Choice
- 7th Annual New York Game Awards - Tin Pan Alley Award for Best Music in a Game
- 17th Annual National Academy of Video Game Trade Reviewers Awards
  - Art Direction, Contemporary[29]
  - Costume Design[29]
  - Direction in a Game Cinema[29]
  - Game, Franchise Role Playing[29]
  - Writing in a Drama[29]
- PlayStation Game Music大賞 2018
  - アルバムランキング 1位[注 20]
  - シングルランキング 1位[注 21]
  - シングルランキング 3位[注 22]
  - シングルランキング 18位[注 23]
- CEDEC AWARDS 2018 - サウンド部門 最優秀賞[注 24][注 25][30][31]
- PlayStation Awards 2018 - Platinum Prize[32]
- 日本ゲーム大賞 2019 - フューチャー部門[注 26]
- PlayStation Awards 2019 - PlayStation 25周年記念ユーザーズチョイス賞[33]
- ファミ通・電撃ゲームアワード 2019 - ベストミュージック[注 26][34]
- 日本ゲーム大賞 2020 - 年間作品部門 優秀賞[注 26]
- PlayStation Partner Awards 2020 Japan Asia - PARTNER AWARD[注 26][35]
- 価格.com プロダクトアワード 2020 - ゲーム部門 プレイステーション4(PS4) ソフト 銅賞[注 27][36][37]
- ファミ通・電撃ゲームアワード 2022 - マヂカルラブリー賞[注 26][38]
- PlayStation Partner Awards 2023 Japan Asia - USERS' CHOICE AWARD[注 28][39]

## テレビアニメ版
2016年9月に特番『PERSONA5 the Animation -THE DAY BREAKERS-』（ペルソナファイブ ジ・アニメーション ザ・デイ・ブレイカーズ）が放送された。前半はスタッフ・キャストへのインタビュー、後半はアニメ本編の2部構成の放送で、アニメはゲーム本編のエピソードとリンクする、完全オリジナルストーリーとなる。
2018年4月からはテレビシリーズ『PERSONA5 the Animation』（ペルソナファイブ ジ・アニメーション）が同年9月まで放送された。主人公の名前は「雨宮 蓮（あまみや れん）」と設定されている。ストーリーとしては、取調室において明智が主人公に発砲するまでを描く。なお、ゲーム版とは異なり、時系列は第1話Aパート内に出る「4月9日」及び第28話アバン内に出る「12月23日（金）」以外は記載されていない。地上波放送ではデータ放送に対応しており、放送と同時期に配信されている公式サポートアプリ『PERSONA O.A.』でポイントを獲得するためのQRコードを読み取れるようになっている。
2018年12月30日の24時からは獅童正義との決着までを描いた特番アニメーション『Dark Sun...』が放送された。
2019年3月に物語の完結までを描いた『Dark Sun...』の後編となる特番アニメーション『Stars and Ours』が放送された。
BD/DVD11巻には未放映話の『Proof of justice』、12巻には未放映話の『A Magical Valentine's Day』が収録されている。

### スタッフ（アニメ）
|                              | DAY BREAKERS                                                | テレビシリーズ                                                                   |
| ---------------------------- | ----------------------------------------------------------- | -------------------------------------------------------------------------------- |
| 原作                         | 「ペルソナ5」（アトラス）                                   | 「ペルソナ5」（アトラス）                                                        |
| 監督                         | 尾崎隆晴                                                    | 石浜真史                                                                         |
| ストーリー原案               | 橋野桂                                                      | 橋野桂                                                                           |
| シリーズ構成                 | N/A                                                         | 猪爪慎一                                                                         |
| 脚本                         | 猪爪慎一                                                    | 猪爪慎一、兵頭一歩、木村暢                                                       |
| キャラクター原案             | 副島成記                                                    | 副島成記                                                                         |
| 悪魔デザイン原案             | 金子一馬                                                    | 金子一馬                                                                         |
| キャラクターデザイン         | 矢萩利幸、松本圭太                                          | 石川智美                                                                         |
| プロップデザイン             | 久原陽子、中島裕里                                          | 久原陽子                                                                         |
| エフェクト作画監督           |                                                             | 酒井智史                                                                         |
| 美術監督                     | 池田繁美、丸山由紀子                                        | 宇佐美哲也                                                                       |
| 美術設定                     | 金平和茂、横田晋一                                          | 藤井裕太                                                                         |
| 色彩設計                     | 藤田恵里香                                                  | 漆戸幸子                                                                         |
| 撮影監督                     | 岡崎正春                                                    | サイトウタカオ                                                                   |
| CGディレクター               | 雲藤隆太                                                    | 長澤洋二                                                                         |
| 編集                         | 廣瀬清志                                                    | 木村祥明                                                                         |
| 音響監督                     | 飯田里樹                                                    | 飯田里樹                                                                         |
| 音楽                         | 目黒将司                                                    | 目黒将司                                                                         |
| プロデューサー               | 足立和紀、田中良和                                          | 足立和紀、田中良和                                                               |
| プロデューサー               | 川北健、金庭こず恵                                          |                                                                                  |
| アニメーションプロデューサー | 外崎真                                                      | 辻俊一                                                                           |
| 制作                         | A-1 Pictures                                                | CloverWorks                                                                      |
| 製作                         | PERSONA5 the Animation Project （アニプレックス、アトラス） | PERSONA5 the Animation Project （アニプレックス、アトラス、 サミー、ムービック） |

### 主題歌
特記がない限り、作詞はBenjamin Franklin、作曲・編曲は目黒将司、歌はLynが担当する。
オープニングテーマ
「BREAK IN TO BREAK OUT」（第1話 - 第2話、第4話 - 第13話）
「Dark Sun...」（第14話 - 第26話、Dark Sun...、Stars and Ours）
エンディングテーマ
「Wake Up, Get Up, Get Out There」（THE DAY BREAKERS）
「P5」のオープニングテーマ。
「INFINITY」（第2話 - 第7話、第9話 - 第16話）
「Found a Light」（第8話）
「Autonomy」（第17話 - 第25話、Dark Sun...）
「星と僕らと」（Stars and Ours）
作詞 - 小森成雄
「P5」のエンディングテーマ。
挿入歌
「Last Surprise」（第2話、第4話、第12話、第14話、第17話、第20話、第23話）
「P5」のバトルテーマ。
「Life Will Change」（第4話、第8話、第12話、第17話、第21話、第25話、Stars and Ours）
「P5」の予告状送付後のパレステーマ。
「Beneath the Mask」（第12話、第19話、第24話）
「P5」のフィールドテーマ。
「IT'S TOO LATE」（第17話、第21話、第25話、Dark Sun...）
「Wake Up, Get Up, Get Out There」（第23話、Dark Sun...、Stars and Ours）
「P5」のオープニングテーマ。
「The Whims of Fate」（第24話、第25話）
「P5」のニイジマパレステーマ。
「Rivers in the Desert」（Dark Sun...）
「P5」の対獅童戦テーマ。

### 各話リスト
| 話数      | サブタイトル                                              | 脚本     | 絵コンテ                                                                                             | 演出                         | 作画監督 | 総作画監督                            |
| --------- | --------------------------------------------------------- | -------- | --- | ---------------------------- | --- | ------------------------------------- |
| 特番      | THE DAY BREAKERS                                          | 猪爪慎一 | 玉村仁 石田慶一 有田周平                                                                             | 尾崎隆晴 有田周平            | 横田晋一、佐々木守 飯山菜保子                                                                                         | 松本圭太                              |
| #01       | I am thou, thou art I                                     | 猪爪慎一 | 石浜真史                                                                                             | 石浜真史                     | 清水祐輔、大塚八愛 吉田優子                                                                                           | 石川智美 長谷川亨雄                   |
| #02       | Let's take back what's dear to you                        | 猪爪慎一 | 五十嵐達也                                                                                           | 江副仁美                     | 中野裕紀、福田裕樹 志賀道憲、清水裕輔                                                                                 | 羽田浩二                              |
| #03       | A beautiful rose has thorns!                              | 猪爪慎一 | 柴田彰久                                                                                             | 柴田彰久                     | 水谷雄一郎、福島勇 武本大介、藤裕子 久原陽子                                                                          | 長谷川亨雄                            |
| #04       | Steal it, if you can                                      | 兵頭一歩 | 原田征爾                                                                                             | 原田征爾                     | 松原栄介、寺尾洋之 高橋道子                                                                                           | 小松原聖                              |
| #05       | The Phantoms                                              | 猪爪慎一 | 南川達馬                                                                                             | 南川達馬                     | 清水祐輔、渡辺浩二 | 長谷川亨雄                            |
| #06       | Our next target is...                                     | 木村暢   | 大橋一輝                                                                                             | 大橋一輝                     | 吉田優子、大塚八愛 | 羽田浩二                              |
| #07       | He is my other self                                       | 兵頭一歩 | 丸山裕介                                                                                             | 丸山裕介                     | 水谷雄一郎、福田裕樹 中野裕紀                                                                                         | 小松原聖                              |
| #08       | Put an end to all this and use your own artwork for once. | 木村暢   | 福島利規                                                                                             | 福島利規                     | 稲留和美、シンディ・H・ヤマウチ 宮井加奈、佐野誉幸 寺尾洋之、武本大介                                                 | 長谷川亨雄                            |
| #09       | Operation maid watch                                      | 猪爪慎一 | 亀井幹太                                                                                             | 江副仁美                     | 吉田優子、大塚八愛 福島勇                                                                                             | 羽田浩二                              |
| #10       | I want to see justice with my own eyes                    | 兵頭一歩 | 大橋一輝                                                                                             | 大橋一輝                     | 松原栄介、有我洋美 谷拓也                                                                                             | 小松原聖                              |
| #11       | Let's be friends, shall we?                               | 木村暢   | 柴田彰久                                                                                             | 柴田彰久                     | 清水祐輔、渡辺浩二 佐野誉幸                                                                                           | 長谷川亨雄                            |
| #12       | I found the place where I belong                          | 兵頭一歩 | 尾崎隆晴                                                                                             | 南川達馬                     | 寺尾洋之、門智昭 宮井加奈、中野裕紀                                                                                   | 羽田浩二                              |
| #13       | Dreams and Desires                                        | 木村暢   | 福島利規                                                                                             | 福島利規                     | 稲留和美、シンディ・H・ヤマウチ 福田裕樹                                                                              | 稲留和美                              |
| #14       | What life do you choose?                                  | 猪爪慎一 | 佐々木守                                                                                             | 笹原嘉文                     | 大塚八愛、吉田優子 福島勇、中熊太一 大槻ちえ                                                                          | 石川智美 小松原聖                     |
| #15       | I am Alibaba                                              | 木村暢   | 田口智久                                                                                             | 田口智久                     | 安留雅弥、水谷雄一郎 中熊太一、稲留和美                                                                               | 長谷川亨雄                            |
| #16       | This place is my grave                                    | 兵頭一歩 | 田口智久                                                                                             | 江副仁美                     | 松原栄介、有我洋美 シンディ・H・ヤマウチ、門智昭 大槻ちえ、中熊太一 佐野誉幸、大塚八愛                                | 羽田浩二 大塚八愛                     |
| #17       | X Day                                                     | 猪爪慎一 | 大橋一輝                                                                                             | 大橋一輝                     | 清水裕輔、渡辺浩二 福田裕樹、佐野誉幸 中野裕紀、大塚八愛 シンディ・H・ヤマウチ、小松原聖 松原栄介、有我洋美           | 小松原聖                              |
| #18       | I'll guide you to victory                                 | 猪爪慎一 | 石浜真史 柴田彰久                                                                                    | 丸山裕介                     | 吉田優子、水谷雄一郎 福島勇、大槻ちえ 松原栄介、大塚八愛                                                              | 稲留和美                              |
| #19       | Aloha                                                     | 木村暢   | 福島利規                                                                                             | 小坂春女                     | シンディ・H・ヤマウチ、大塚八愛 中野裕紀、有我洋美 門智昭、中熊太一 松原栄介、水谷雄一郎                              | 石川智美 小松原聖                     |
| #20       | My name is Beauty Thief!                                  | 兵頭一歩 | 田口智久                                                                                             | 田口智久                     | 清水祐輔、渡辺浩二 柴田健児、桑島望 佐々木守、長谷川亨雄                                                              | 長谷川亨雄                            |
| #21       | You can call me "Noir"                                    | 木村暢   | 原田征爾                                                                                             | 山口頼房                     | 吉田優子、水谷雄一郎 福島勇、萩尾圭太 長谷川亨雄、松原栄介 石田一将、中熊太一 池津寿恵、安留雅弥 佐野誉幸             | 羽田浩二                              |
| #22       | Is it our fault...?                                       | 猪爪慎一 | 伊藤祐毅                                                                                             | 江副仁美                     | 有我洋美、大塚八愛 大槻ちえ、門智昭 シンディ・H・ヤマウチ、中熊太一 中野裕紀                                          | 小松原聖 石川智美                     |
| #23       | How about a deal with me?                                 | 兵頭一歩 | 大橋一輝                                                                                             | 大橋一輝                     | 渡辺浩二、石田一将 清水裕輔、桑島望 佐々木守、柴田健児 小林理、長谷川亨雄 小松原聖                                    | 稲留和美                              |
| #24       | A challenge that must be won                              | 木村暢   | 小林孝志                                                                                             | 小坂春女                     | 中野裕紀、松原栄介 有我洋美、水谷雄一郎 萩尾圭太、シンディ・H・ヤマウチ 吉田優子、稲留和美 羽田浩二                   | 大塚八愛 長谷川亨雄 稲留和美 羽田浩二 |
| #25       | Jealous Sinner                                            | 木村暢   | 田口智久 丸山裕介                                                                                    | 田口智久 丸山裕介 上田慎一郎 | 清水裕輔、吉田優子 中熊太一、桑島望 福島勇、萩尾圭太 佐野誉幸、渡辺浩二                                               | 小松原聖 長谷川亨雄                   |
| #26       | I won't let it end here                                   | 猪爪慎一 | 石浜真史                                                                                             | 石浜真史                     | 大塚八愛、安留雅弥 シンディ・H・ヤマウチ、佐野誉幸 中熊太一、福島勇 長谷川亨雄                                        | 羽田浩二 稲留和美                     |
| SP1       | Dark Sun...                                               | 猪爪慎一 | 大橋一輝 斉藤久 佐々木守                                                                             | 大橋一輝 江副仁美            | 有我洋美、萩尾圭太 松岡栄介、大塚八愛 中熊太一、吉田優子 水谷雄一郎、渡辺浩二 佐野誉幸、石田一将                      | 長谷川亨雄 羽田浩二                   |
| SP2       | Stars and Ours                                            | 猪爪慎一 | 石浜真史                                                                                             | 石浜真史                     | 小松原聖、稲留和美 吉田優子、佐野誉幸 渡辺浩二、大塚八愛 宮井加奈、有我洋美 松原栄介、水谷雄一郎 羽田浩二、長谷川亨雄 | 小松原聖 稲留和美                     |
| 未放映話1 | Proof of justice                                          | 猪爪慎一 | 佐々木守                                                                                             | 山口頼房                     | 有我洋美、大塚八愛 松原栄介、羽田浩二 吉田優子、長谷川亨雄 渡辺浩二                                                   |                                       |
| 未放映話2 | A Magical Valentine's Day                                 | 木村暢   | 尾崎隆晴 田口智久 笹原嘉文 大橋一輝 橋本裕之 上田慎一郎 原田征爾 丸山裕介 江副仁美 中重俊祐 石浜真史 | 大橋一輝                     | 吉田優子、大塚八愛 安留雅弥、福島勇 岡崎洋美、伊藤智子 篁馨                                                           | 石川智美                              |

### 放送局
| 放送日       | 放送時間                     | 放送局       | 対象地域   | 備考                   |
| ------------ | ---------------------------- | ------------ | ---------- | ---------------------- |
| 2016年9月3日 | 土曜 19:00 - 19:55           | TOKYO MX     | 東京都     |                        |
|              | 土曜 21:00 - 21:55           | 群馬テレビ   | 群馬県     |                        |
| 2016年9月4日 | 日曜 19:00 - 19:55           | とちぎテレビ | 栃木県     |                        |
| 2016年9月5日 | 月曜 22:00 - 22:55           | BS11         | 日本全域   | BS放送 / 『ANIME+ 』枠 |
| 2016年9月9日 | 金曜 2:47 - 3:17（木曜深夜） | 毎日放送     | 近畿広域圏 | アニメパートのみ放送   |

| 配信日       | 配信時間           | 配信サイト                                    |
| ------------ | ------------------ | --------------------------------------------- |
| 2016年9月3日 | 土曜 19:00 - 19:55 | ニコニコ生放送 AbemaTV 新作TVアニメチャンネル |

| 放送期間                                     | 放送時間                     | 放送局       | 対象地域   | 備考                      |
| -------------------------------------------- | ---------------------------- | ------------ | ---------- | ------------------------- |
| 2018年4月8日 - 9月30日                       | 日曜 0:30 - 1:00（土曜深夜） | TOKYO MX     | 東京都     |                           |
|                                              |                              | 群馬テレビ   | 群馬県     |                           |
|                                              |                              | とちぎテレビ | 栃木県     |                           |
|                                              |                              | BS11         | 日本全域   | BS放送 / 『ANIME+ 』枠    |
|                                              | 日曜 2:08 - 2:38（土曜深夜） | 毎日放送     | 近畿広域圏 | 『アニメシャワー』第1部   |
| 2018年4月10日 - 10月2日                      | 火曜 21:30 - 22:00           | AT-X         | 日本全域   | CS放送 / リピート放送あり |
| TOKYO MX・毎日放送のみ連動データ放送を実施。 |                              |              |            |                           |

| 配信期間                | 配信時間                     | 配信サイト |
| ----------------------- | ---------------------------- | --- |
| 2018年4月8日 - 9月30日  | 日曜 0:30 - 1:00（土曜深夜） | AbemaTV Abemaアニメチャンネル |
| 2018年4月9日 - 10月1日  | 日曜 12:00 更新              | GYAO! dアニメストア バンダイチャンネル ニコニコチャンネル Amazonビデオ ひかりTV U-NEXT アニメ放題 ビデオマーケット music.jp DMM.com |
|                         | 月曜 23:30 - 火曜 0:00       | ニコニコ生放送 |
| 2018年4月11日 - 10月3日 | 水曜 12:00 更新              | PlayStation Video dTV ANIMAX on PlayStation                                                                                         |
| 不明                    | 不明                         | J:COMオンデマンド ビデオパス Hulu                                                                                                   |

| 放送日         | 放送時間                     | 放送局       | 対象地域   | 備考                      |
| -------------- | ---------------------------- | ------------ | ---------- | ------------------------- |
| 2018年12月31日 | 月曜 0:00 - 1:00（日曜深夜） | TOKYO MX     | 東京都     |                           |
|                |                              | 群馬テレビ   | 群馬県     |                           |
|                |                              | とちぎテレビ | 栃木県     |                           |
|                |                              | BS11         | 日本全域   | BS放送 / 『ANIME+』枠     |
|                | 月曜 22:00 - 23:00           | AT-X         | 日本全域   | CS放送 / リピート放送あり |
| 2019年1月3日   | 木曜 3:40 - 4:40（水曜深夜） | 毎日放送     | 近畿広域圏 |                           |

| 配信日         | 配信時間                     | 配信サイト |
| -------------- | ---------------------------- | ---------- |
| 2018年12月31日 | 月曜 0:00 - 1:00（日曜深夜） | AbemaTV    |

| 放送日        | 放送時間                     | 放送局       | 対象地域   | 備考                      |
| ------------- | ---------------------------- | ------------ | ---------- | ------------------------- |
| 2019年3月23日 | 土曜 20:00 - 21:00           | TOKYO MX     | 東京都     |                           |
|               |                              | 群馬テレビ   | 群馬県     |                           |
|               |                              | とちぎテレビ | 栃木県     |                           |
|               |                              | BS11         | 日本全域   | BS放送 / リピート放送あり |
| 2019年3月25日 | 月曜 3:00 - 4:00（日曜深夜） | 毎日放送     | 近畿広域圏 |                           |
|               | 月曜 20:00 - 21:00           | AT-X         | 日本全域   | CS放送 / リピート放送あり |

| 配信日        | 配信時間           | 配信サイト |
| ------------- | ------------------ | ---------- |
| 2019年3月23日 | 土曜 20:00 - 21:00 | AbemaTV    |

### BD / DVD
| 巻   | 発売日         | 収録話           | 規格品番       | 規格品番       |
| 巻   | 発売日         | 収録話           | BD限定版       | DVD限定版      |
| ---- | -------------- | ---------------- | -------------- | -------------- |
| 特番 | 2016年12月7日  | THE DAY BREAKERS | ANZX-11515/6   | ANZB-11515/6   |
| 1    | 2018年6月27日  | 第1話 - 第2話    | ANZX-13571/2   | ANZB-13571/2   |
| 2    | 2018年7月25日  | 第3話 - 第5話    | ANZX-13573/4   | ANZB-13573/4   |
| 3    | 2018年8月29日  | 第6話 - 第8話    | ANZX-13575/6   | ANZB-13575/6   |
| 4    | 2018年9月26日  | 第9話 - 第11話   | ANZX-13577/8   | ANZB-13577/8   |
| 5    | 2018年10月24日 | 第12話 - 第13話  | ANZX-13579/80  | ANZB-13579/80  |
| 6    | 2018年11月28日 | 第14話 - 第15話  | ANZX-13581/2   | ANZB-13581/2   |
| 7    | 2018年12月26日 | 第16話 - 第18話  | ANZX-13583/4   | ANZB-13583/4   |
| 8    | 2019年1月30日  | 第19話 - 第21話  | ANZX-13585/6   | ANZB-13585/6   |
| 9    | 2019年2月27日  | 第22話 - 第24話  | ANZX-13587/8   | ANZB-13587/8   |
| 10   | 2019年3月27日  | 第25話 - 第26話  | ANZX-135879/80 | ANZB-135879/80 |
| 11   | 2019年5月29日  | SP1、未放映話1   | ANZX-13591/2   | ANZB-13591/2   |
| 12   | 2019年6月26日  | SP2、未放映話2   | ANZX-13593/4   | ANZB-13593/4   |

### Webラジオ
『PERSONA5 the Animation Radio“カイトーク！”』が2018年4月6日よりアニメイトタイムズにて隔週金曜に配信中。パーソナリティは、アニメの声優陣が交代で務める。
- パーソナリティ
  - 第1回 - 福山潤（雨宮蓮 役）、宮野真守（坂本竜司 役）
  - 第2回 - 福山潤、水樹奈々（高巻杏 役）
  - 第3回 - 水樹奈々、大谷育江（モルガナ 役）
  - 第4回 - 大谷育江、杉田智和（喜多川祐介 役）
  - 第5回 - 杉田智和、福山潤
  - 第6回 - 福山潤、甲斐田裕子（新島冴 役）
  - 第7回 - 甲斐田裕子、佐藤利奈（新島真 役）
  - 第8回 - 佐藤利奈、悠木碧（佐倉双葉 役）
  - 第9回 - 悠木碧、中田譲治（佐倉惣治郎 役）
  - 第10回 - 中田譲治、福山潤
  - 第11回 - 福山潤、戸松遥（奥村春 役）
  - 第12回 - 戸松遥、保志総一朗（明智吾郎 役）
  - 第13回 - 保志総一朗、福山潤
  - 第14回 - 宮野真守、阪口大助（三島由輝 役）

## ドラマCD
THE NIGHT BREAKERS
Blu-ray & DVD『PERSONA5 the Animation -THE DAY BREAKERS-』完全生産限定版特典。アニメ本編を劇中に登場する「心の怪盗団」の視点から掘り下げたアナザーストーリー。
Mission Untouchable
Blu-ray & DVD『PERSONA 5 the Animation vol.2』完全生産限定版特典。鴨志田事件解決後、ミリタリーショップ「Untouchable」を訪れると店主の岩井からある仕事を手伝わないかと取引をもちかけられる。
A Teacher Maid to Suffer
Blu-ray & DVD『PERSONA 5 the Animation vol.4』完全生産限定版特典。斑目事件解決後、メイドのアルバイトをしている担任教師川上貞代に家事代行を依頼していると、ある日疲労で倒れてしまう。
Summer diaries
Blu-ray & DVD『PERSONA 5 the Animation vol.7』完全生産限定版特典。夏休み中、新たに仲間となった佐倉双葉と怪盗団メンバーが打ち解けられるように計画を練る。
Bad Medicine
Blu-ray & DVD『PERSONA 5 the Animation vol.9』完全生産限定版特典。武見妙の経営する医院に雨宮蓮は治験を申し出た。

## 漫画版

### 本編コミカライズ
小学館のコミックアプリであるマンガワンにて2016年9月15日から連載されている他、同社のウェブコミック配信サイトの裏サンデーでも配信されている。作画は村崎久都。主人公の名前は「来栖暁（くるす あきら）」と設定されている。

### ペルソナ5 メメントスミッション
本編にはない外伝的なオリジナルストーリーとなっている。KADOKAWAの月刊雑誌である『電撃マオウ』2018年12月号から2020年8月号まで連載。作画は斉藤ロクロ。こちらの主人公の名前はテレビアニメ版と同じ名前になっている。

### タルタロス劇場
ペルソナシリーズのギャグ系4コマ漫画で、ペルソナ5のキャラは『タルタロス劇場ワイルド』から登場。KADOKAWAの月刊雑誌『電撃PlayStation』Vol.631の付録冊子「デンプレコミック」#2から＃38まで不定期連載。作画は八十八良。

## 舞台版
「PERSONA5 the Stage」のタイトルで2019年12月13日から15日までメルパルクホール、同年12月19日から29日まで天王洲 銀河劇場にて上演された。2020年10月1日から10月4日までKT Zepp Yokohama、同年10月17日から10月18日までサンケイホールブリーゼにて第2弾が上演された。2021年12月10日から12日までメルパルクホール大阪、同年12月16日から19日までKT Zepp Yokohamaにて第3弾が上演された。2022年10月20日から23日までKT Zepp Yokohamaにて第4弾を上演。。

### スタッフ（舞台版）
- 脚本 - 西森英行
- 演出 - 西森英行（第１弾〜第３弾）　伊勢直弘（第４弾）

## スマートフォンゲーム
2024年4月12日にて中華人民共和国においてスマートフォン用ゲームアプリ『ペルソナ5: The Phantom X』がPerfect Worldの運営でリリースされている。東京を舞台に「新たな怪盗団」によるオリジナルストーリーが描かれる。

## 謎解きイベント
ペルソナ5×リアル宝探し〜THE ENCRYPTED HEART〜
2016年12月1日から31日まで秋葉原駅周辺にて開催された。参加キットは、コトブキヤ秋葉原館（30日まで）、「ペルソナ20thフェス」会場（8日から18日まで）、パセラリゾーツAKIBAマルチエンターテインメント店、パセラリゾーツ秋葉原電気街店、カラオケパセラ秋葉原昭和通り館で販売。制作はタカラッシュ!。スマートフォンとインターネット環境が必須であり、『イセカイナビ』（イベント用サイト）を起動し入力するなどで使用される。イベント参加者は、「秋葉原のメイドカフェで働く一人の夢見るメイドからの怪盗お願いチャンネルへの投稿で、将来的にアイドルのメジャーデビューを約束しながら誰一人としてデビューをさせるつもりなどなく劣悪な環境で働かせている“とある大物プロデューサー”を、他の仲間たちの夢が絶たれてしまわないために「心の怪盗団」に依頼してきたところから、次のターゲットが決まった」という流れで、もう一つの世界「パレス」に忍び込み、幾多の謎と罠を潜り抜け、欲望の象徴である｢オタカラ｣を盗み出すというコンセプトの下に謎解きをする。開催地内に提示された問題や答えを探す、周遊型の体感型謎解きゲームイベント。
リアル脱出ゲーム×ペルソナ5 東京ミステリーパレスからの脱出
2019年7月25日から11月4日まで新宿の東京ミステリーサーカス4F ヒミツキチラボ小ホールにて開催された。制作はSCRAP。「心の怪盗団」のキャラクターのJOKER、SKULL、PANTHER、FOXの内の誰かになってプレイする。イベント参加者は、「新宿歌舞伎町で“人間をビルの屋上に吊るし上げる”という謎の怪事件が連続し、犯行現場を目撃したがために犯人から予告状が届いたが、警察の捜査は難航していて、犯行予告日時がせまる中、「心の怪盗団」は事件を未然に防ぐために動きだす」という流れで、犯人の心の迷宮「パレス」へ侵入を試み、幾重にも張り巡らされた罠ナゾをくぐり抜け、ペルソナを駆使して敵シャドウを倒し、「オタカラ」を盗み出すというコンセプトの下に謎解きをする。制限時間は約110分。公演型の体感型謎解きゲームイベント。
リバイバル公演が大阪・名古屋・岡山・福岡・仙台・札幌の全国6都市で2021年4月15日から12月19日にかけて巡行した。
東急線謎解きラリー×ペルソナ5 ザ・ロイヤル「ミステリアス鉄道QQQ（スリーキュー）」
ペルソナ5 ザ・ロイヤルが題材。2020年12月26日から2021年3月16日まで東急線沿線にて開催された。参加キットは、東急線各駅の窓口（世田谷線・こどもの国線を除く）にて販売。本イベント限定デザインの東急線全線が1日乗り降り自由となる「東急線ワンデーパス」（利用日当日限り有効）も含まれている。主催は東急電鉄とKADOKAWA、協力が東急、企画協力がハレガケとレビュー合同会社とKADOKAWA Game Linkage。スマートフォンから専用サイトにアクセスし、チャット機能「謎解きスマ歩」の使用して内容を進める。イベント参加者は、重要な作戦を間近に控えている心の怪盗団の一同に、東京都庁に怪文書が届いたことから明智吾郎から突然招集をかけられて、作戦の妨げにならないよう明智と協力してその怪文書の送り主を探ることになり、東急線沿線を舞台に心の怪盗団のリーダーとして幾多の謎を解き明かす。開催地内に提示された問題や答えを探す、周遊型の体感型謎解きゲームイベント。

## パチスロ
- 『パチスロペルソナ5』のタイトルで、RODEOから発売された。2022年9月5日から順次導入されている[66][67]。

## 関連作品
- ドラゴンズドグマ オンライン - 2016年10月13日から11月10日までコラボイベントが開催された。限定クエスト「怪盗乱魔」をクリアすると、ジョーカーとパンサーの衣装とイベント素材を入手できる。
- ファンタシースターオンライン2 - 2016年12月21日からコスチュームやロビーアクションなどを実装した。
- グランブルーファンタジー - Mobageにて展開されているブラウザゲーム。2018年6月18日から6月28日までコラボイベントが開催され、フルボイスのコラボシナリオがプレイ可能であった。イベントクリアで主人公・ジョーカーがプレイアブルキャラクターとして入手可能[68]。なお、ジョーカーの本名はアニメ版の名前が用いられている。
- ペルソナQ2 ニュー シネマ ラビリンス - 2018年11月29日発売のニンテンドー3DS用ゲームソフト。本作の主要キャラクターとシリーズ前作品『ペルソナ4』、前々作品『ペルソナ3』の主要キャラクターが一堂に会して共闘するクロスオーバーRPG。
- 大乱闘スマッシュブラザーズ SPECIAL - 2018年12月7日発売のNintendo Switch用ゲームソフト。追加ダウンロードコンテンツとして、主人公・ジョーカーがプレイヤーキャラクターとして登場[69]。
- 幻影異聞録♯FE Encore - 2020年1月17日発売のNintendo Switch用ゲームソフト。「Encore」版・EXストーリー第1話では、『ペルソナ5』から主人公・ジョーカーのイメージをした衣装として蒼井樹専用の新衣装・「リベリアスジョーカー」を入手できる。
- ペルソナ3 リロード  - リメイク版である『P3R』の追加ダウンロードコンテンツとして、チャレンジバトルでは主人分・ジョーカーがゲスト主演し、『P3R』・DLCにて主人分・アイギスを含めたプレイメンバーたちとのバトルで立ち向かうことが可能です。
- キャサリン - リメイク版である『キャサリン・フルボディ』の先着特典・追加ダウンロードコンテンツとして、主人公・ジョーカーを操作して「バベル」や「コロシアム」をプレイできる。
- バンドリ! ガールズバンドパーティ! - 2018年にコラボイベントが開催され、「Life Will Change」をPoppin'Partyがカバーしたほか、Afterglowの5人にコードネームが与えられた[注 29]。
- 共闘ことばRPG コトダマン - 2019年3月5日から3月28日まで第1弾のコラボイベントが開催され、2020年11月4日から11月25日まで第2弾が開催された。
- Wonderland Wars - アーケードゲーム。2019年6月17日のアップデートにより、主人公・ジョーカーがプレイアブルキャラクターとして実装。
- チェインクロニクル3 - 2017年1月17日から1月31日までコラボイベントが開催された。2018年8月25日から8月30日に復刻イベントが開催された。
- IdentityV 第五人格 - 2019年8月8日から8月29日まで第1弾のコラボイベントが開催され、同年11月7日から11月28日まで第2弾が開催された。
- スターオーシャン:アナムネシス - 2019年9月10日にコラボイベント開催決定が発表され、同時にコラボ記念特設サイトが開設された。2019年10月10日から11月7日まで開催された。
- アナザーエデン 時空を超える猫 - 2019年12月12日から第1弾のコラボイベントが開催され、2020年10月29日から第2弾が開催された。いつでもプレイできる。
- ソードアート・オンライン - 2020年1月13日にゲームアプリ「メモリー・デフラグ」および「インテグラル・ファクター」にてコラボイベント開催決定が発表され、1月14日にコラボ記念特設サイトが開設された。2020年2月17日から3月10日まで開催された。
- AFKアリーナ - コラボイベントで、ジョーカーとクイーンが登場した。
- アストロボット - 2024年9月6日に発売のPlayStation 5専用ゲームソフト。ソニー・インタラクティブエンタテインメントのコラボとして『ペルソナ』シリーズのイメージした3体の小形ロボットである衣装されたアイギス、クマ、ジョーカーがゲストキャラクターとして登場する。
- プロジェクトセカイ カラフルステージ! feat. 初音ミク - iOS / Android用アプリゲーム。2025年8月4日から同月13日、「『プロセカ×ペルソナ５ ザ・ロイヤル』タイアップ」企画を開催。ゲーム内アイテムとして、アバターアイテム「モルガナなりきり衣装」・「ルブランのカレーセット」の配布、ガチャ景品「Code name: Violet」・「Code name: Joker」の実装、追加楽曲に「Life Will Change」（作詞：Benjamin Franklin、作曲：目黒将司、編曲：ぬゆり）が収録される[70]。